# Paul Bocuse
Pour les articles homonymes, voir Bocuse.
Paul Bocuse, né le 11 février 1926 et mort le 20 janvier 2018 dans son Auberge du Pont de Collonges, à Collonges-au-Mont-d'Or, près de Lyon, est un chef cuisinier français.
Trois étoiles au Guide Michelin pendant 53 ans, de 1965 à sa mort en 2018, il est considéré comme un des plus grands chefs cuisiniers du XXe siècle. Formé par la mère Brazier à la cuisine lyonnaise puis par Fernand Point qu'il considère comme son mentor, c'est lui qui fait sortir les chefs de leur cuisine et contribue à leur médiatisation hors de la télévision. Vêtu d'une veste blanche brodée à son nom et ornée d'un col tricolore marquant son titre de Meilleur ouvrier de France obtenu en 1961, il se fait pendant des décennies un devoir d'accueillir chaque convive dans son restaurant de Collonges. À la fois précurseur de la nouvelle cuisine et maître de la cuisine traditionnelle, il incarne une cuisine simple et authentique, fidèle au terroir et exécutée avec l'amour du geste.
Il est l'auteur de plusieurs recettes célèbres, parmi lesquelles la soupe aux truffes noires VGE, créée pour le président de la République Valéry Giscard d'Estaing, à l'occasion de sa remise de la Légion d'honneur, en 1975.

## Biographie

### Enfance
Paul Bocuse naît le 11 février 1926 à Collonges-au-Mont-d'Or, commune limitrophe de Lyon en région Rhône-Alpes, dans la maison où se trouve encore aujourd'hui son restaurant aux trois étoiles (désormais deux étoiles). Fils unique de Georges Bocuse (1901-1959) et Irma Roulier (1905-1982), il est issu, selon la légende familiale, d'une longue lignée de cuisiniers qui remonterait au XVIIe siècle. Son grand-père paternel, Joseph Bocuse (1869-1942), est propriétaire du restaurant Bocuse à Collonges-au-Mont-d'Or et ses grands-parents maternels tiennent l’Hôtel du Pont situé à 400 mètres du précédent. En 1936, ses parents s'installent dans l'hôtel maternel qui devient L’Auberge du Pont. Passionné de pêche et de chasse, le jeune Paul Bocuse ne dérogera pas à la tradition familiale.
Adepte de l'école buissonnière, sa scolarité chaotique le destine à l'apprentissage. À seize ans, son père le met en formation dans le Restaurant de la Soierie de Claude Maret à Lyon.

### Engagé pour la Libération
En 1944, âgé de 18 ans, Paul Bocuse s'engage volontairement dans l'Armée française de la Libération du général de Gaulle. Il est incorporé dans la 1re division française libre (Bataillon de marche no 24). Grièvement blessé dans les bois de Ronchamp (Haute-Saône), il est soigné par des soldats américains qui le transfusent et lui tatouent un coq gaulois sur l'épaule gauche. Il est décoré de la Croix de guerre 1939-1945.

### L'initiation lyonnaise chez la mère Brazier

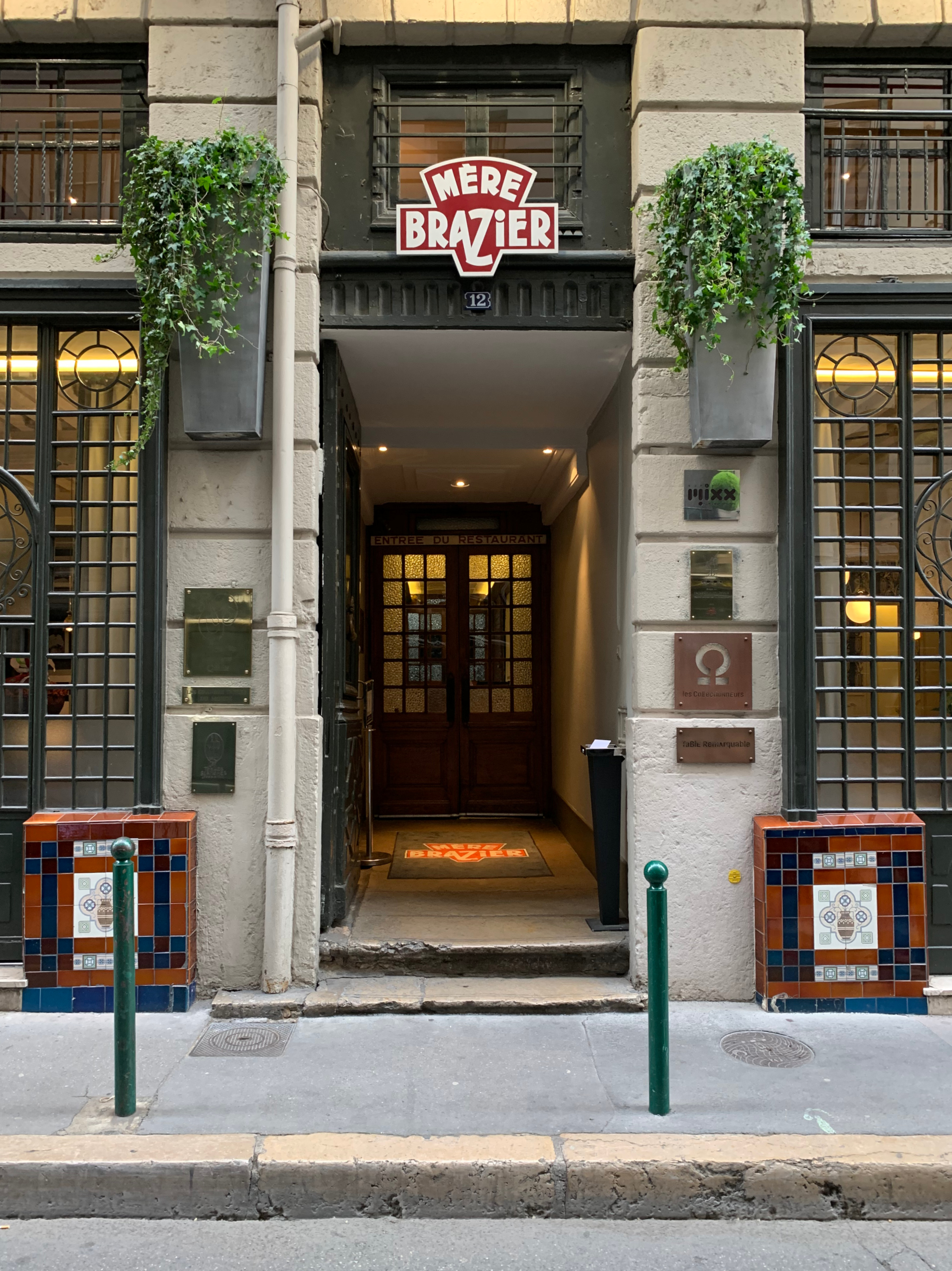
Restaurant lyonnais de la Mère Brazier, où le jeune Paul fait son apprentissage. Tenu à ce jour par son élève Mathieu Viannay.

À 20 ans, dégagé de ses obligations militaires, Paul Bocuse commence son apprentissage chez Eugénie Brazier, dite la « mère Brazier », au col de la Luère, à Pollionnay. Il est initié à la célèbre tradition gastronomique des bouchons lyonnais, sous l'autorité de la plus représentative des « mères lyonnaises », « figures » emblématiques et formatrice de l'Histoire de la cuisine lyonnaise, et française à Lyon.

### ChezLucas Cartonavec les frères Troisgros
Soucieux de s'améliorer, Paul Bocuse va à Paris travailler chez Lucas Carton, place de la Madeleine dans le 8e arrondissement de Paris, avec le grand chef cuisinier Gaston Richard, où il se lie d'une solide amitié avec ses jeunes camarades de fourneau, Pierre et Jean Troisgros (les frères Troisgros). Il fait un passage aux cuisines des Fines Fourchettes de Charbonnières-les-Bains, chez l'ancien marin et restaurateur Claude Maret, à Charly, lequel deviendra plus tard président du Syndicat de la cuisine.

### Le mentor: Fernand Point
Dans les années 1950, Pierre et Jean Troigros ainsi que Paul Bocuse font équipe dans le restaurant La Pyramide à Vienne, près de Lyon, chez les grands chefs Fernand Point et Paul Mercier. Il passe huit années chez Fernand Point, son père spirituel, mentor et un de ses modèles.

### Auberge familiale Paul Bocuse
En 1958, il rentre définitivement à Collonges et obtient sa première étoile au Guide Michelin avec son père, qui disparaît un an plus tard.
En 1961, Paul Bocuse remporte le titre de Meilleur ouvrier de France, le seul concours qu'il ait jamais disputé, après un échec en 1958. C'est le titre dont il est le plus fier et son équipe compte historiquement de nombreux MOF. L'année suivante, il reçoit sa deuxième étoile au Guide Michelin, puis la troisième étoile trois ans après.

L'Auberge du Pont de Collonges à Collonges-au-Mont-d'Or.
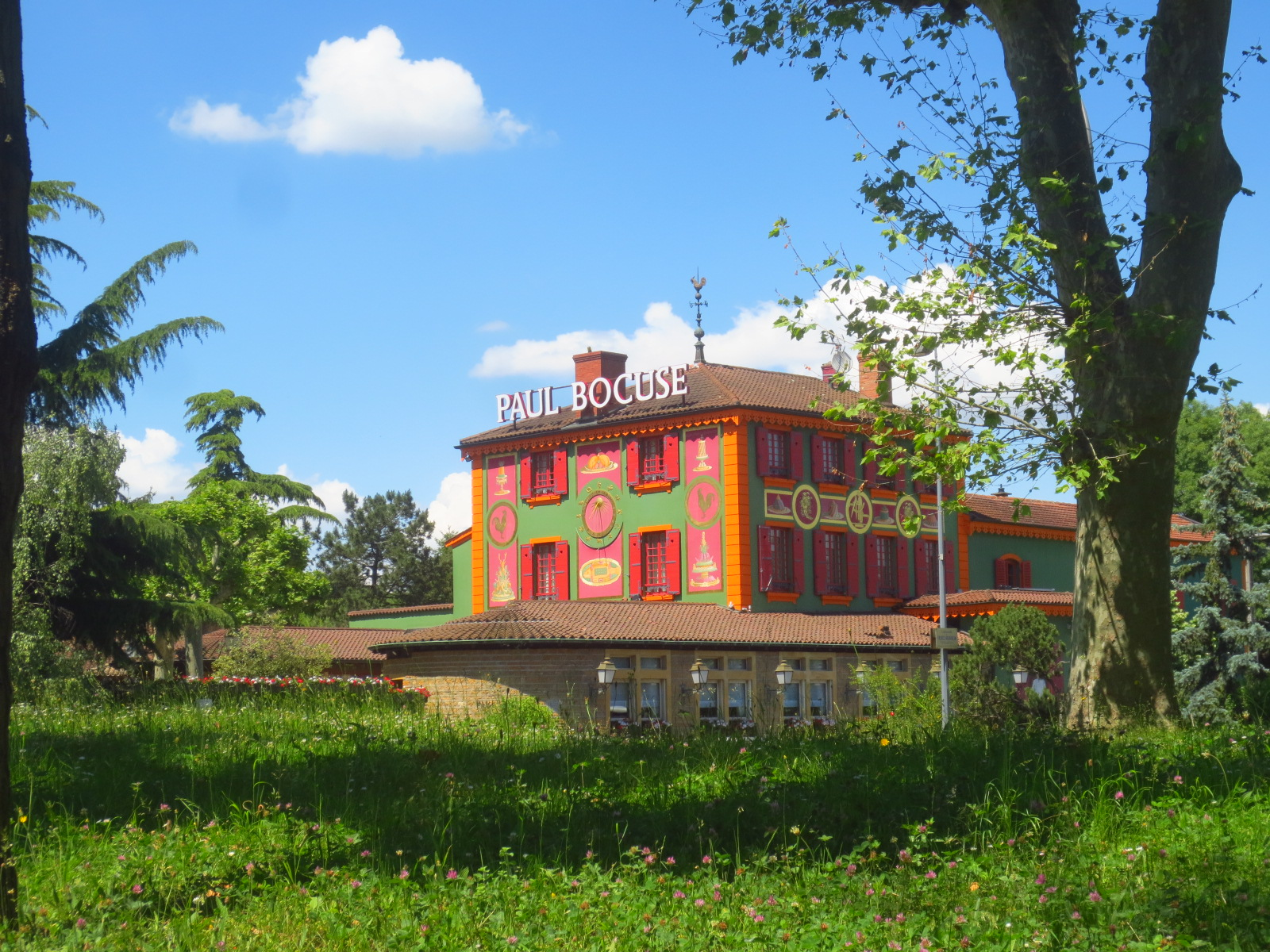
L'Auberge du Pont de Collonges, où est né et mort Paul Bocuse.
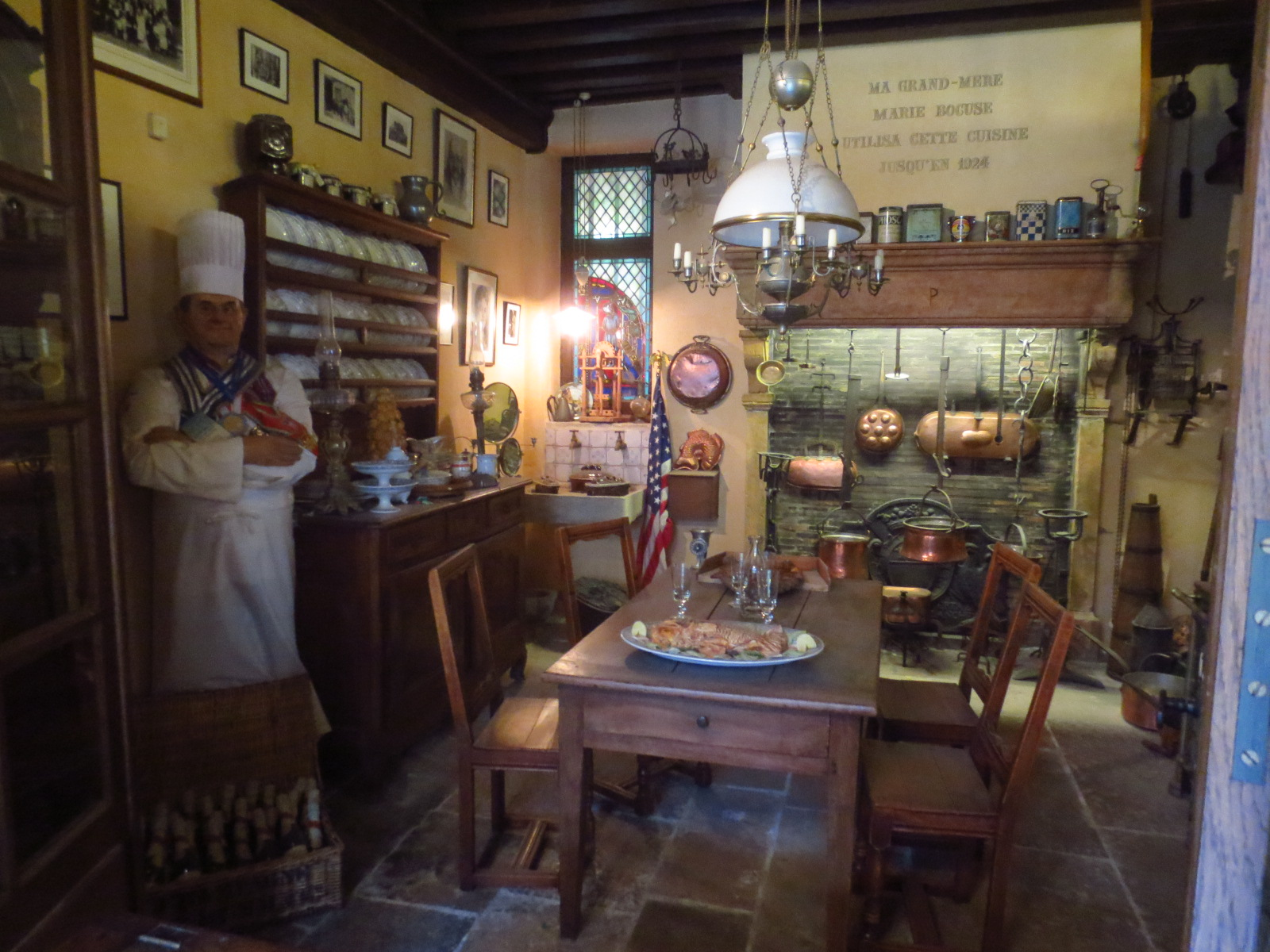
Cuisine historique de sa grand-mère, Marie Bocuse, à l'abbaye de Collonges.
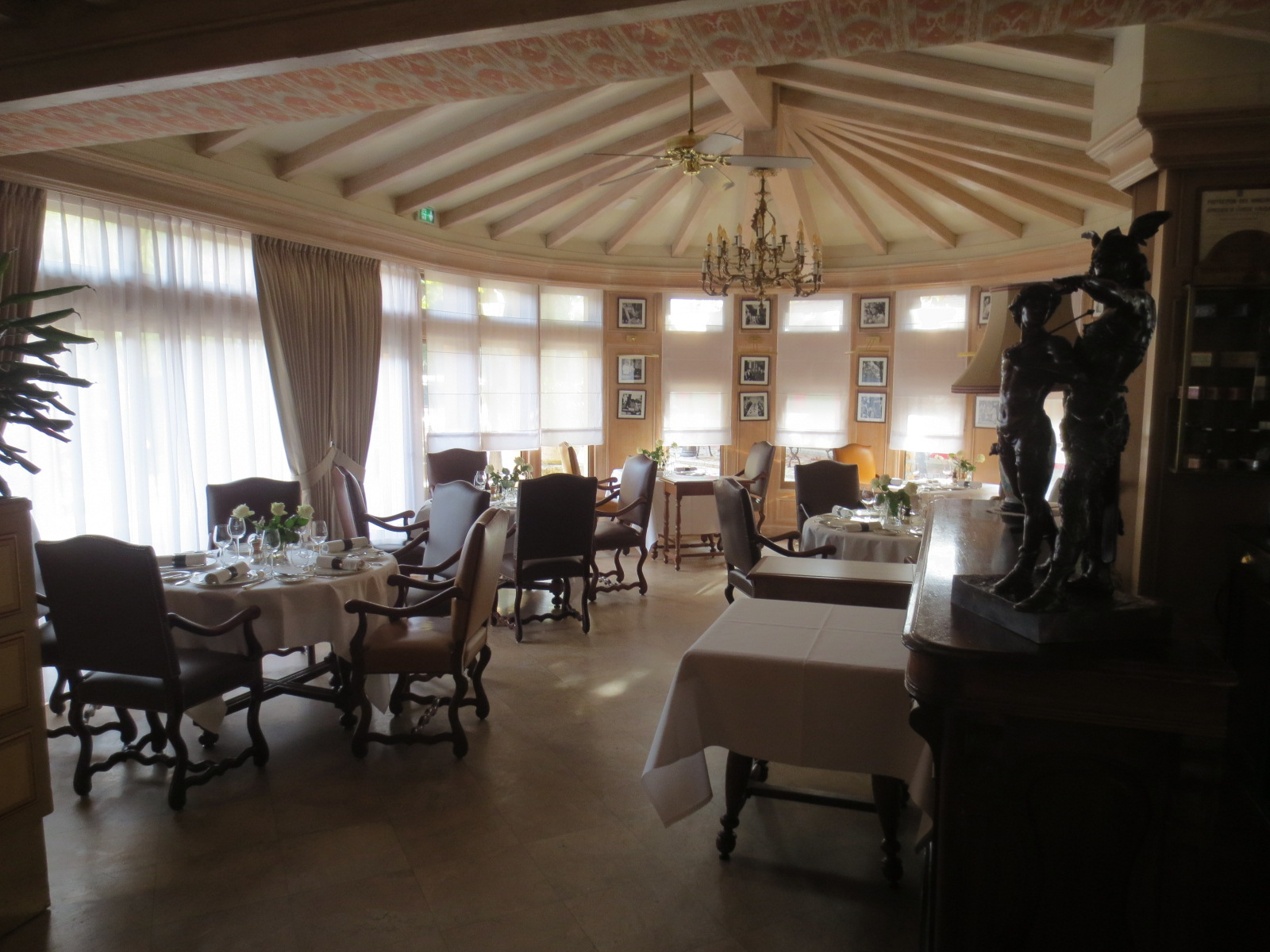
Salle du restaurant.
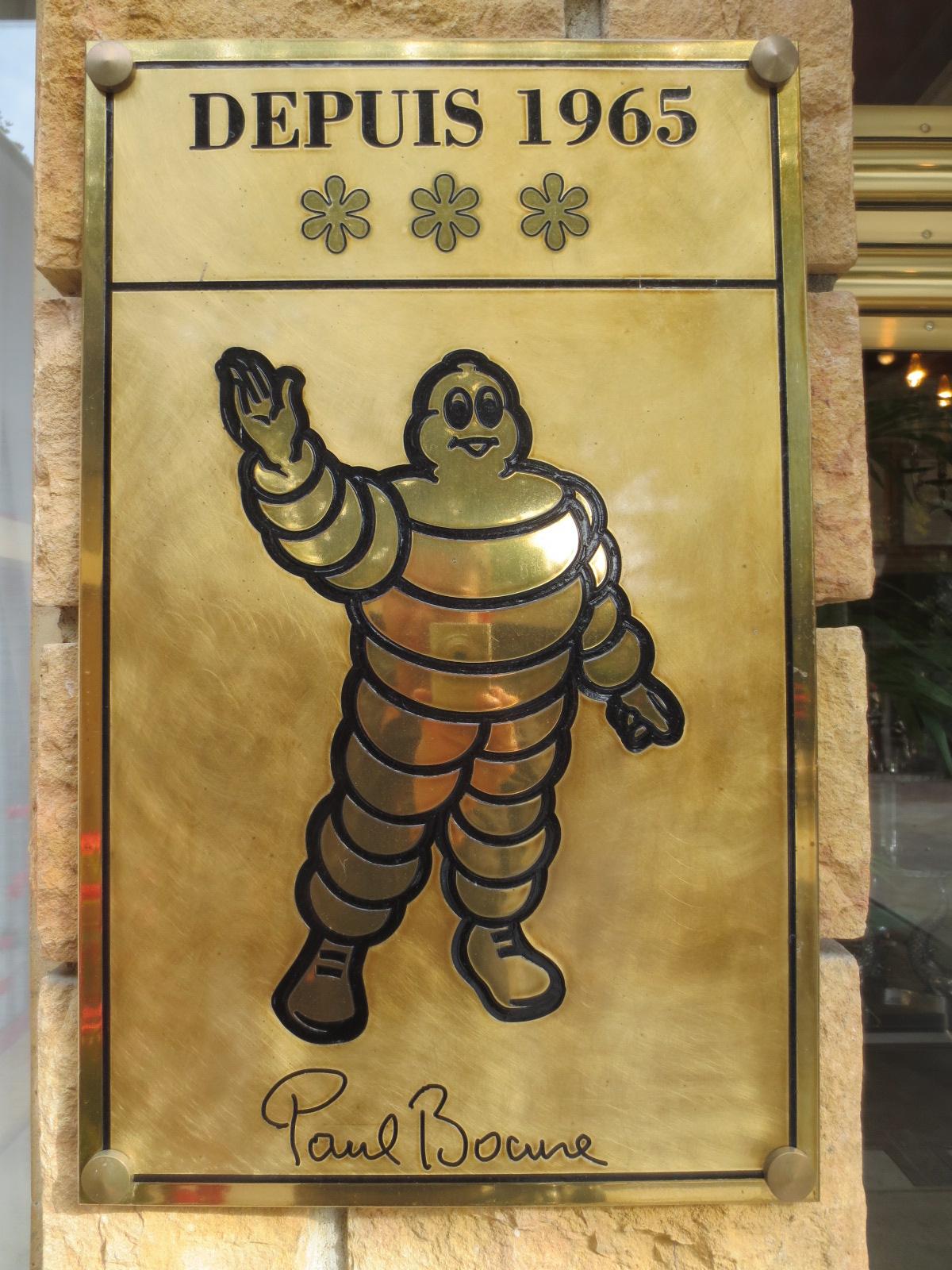
Trois étoiles au Guide Michelin (1965-2020).

En 1966, Gault et Millau lui fait découvrir les États-Unis à travers une tournée des grandes villes américaines, au cours de laquelle il prépare des repas privés à l'invitation de richissimes Américains.
En 1970, il crée avec Charles Barrier, la société La Grande cuisine française dont l’objectif est de défendre les intérêts des douze chefs trois étoiles Michelin de France : Jean et Pierre Troisgros, Roger Vergé, Louis Outhier, Paul Haeberlin, Michel Guérard, Alain Chapel, Gaston Lenôtre, Raymond Oliver, René Lasserre, Pierre Laporte, Charles Barrier et lui-même.

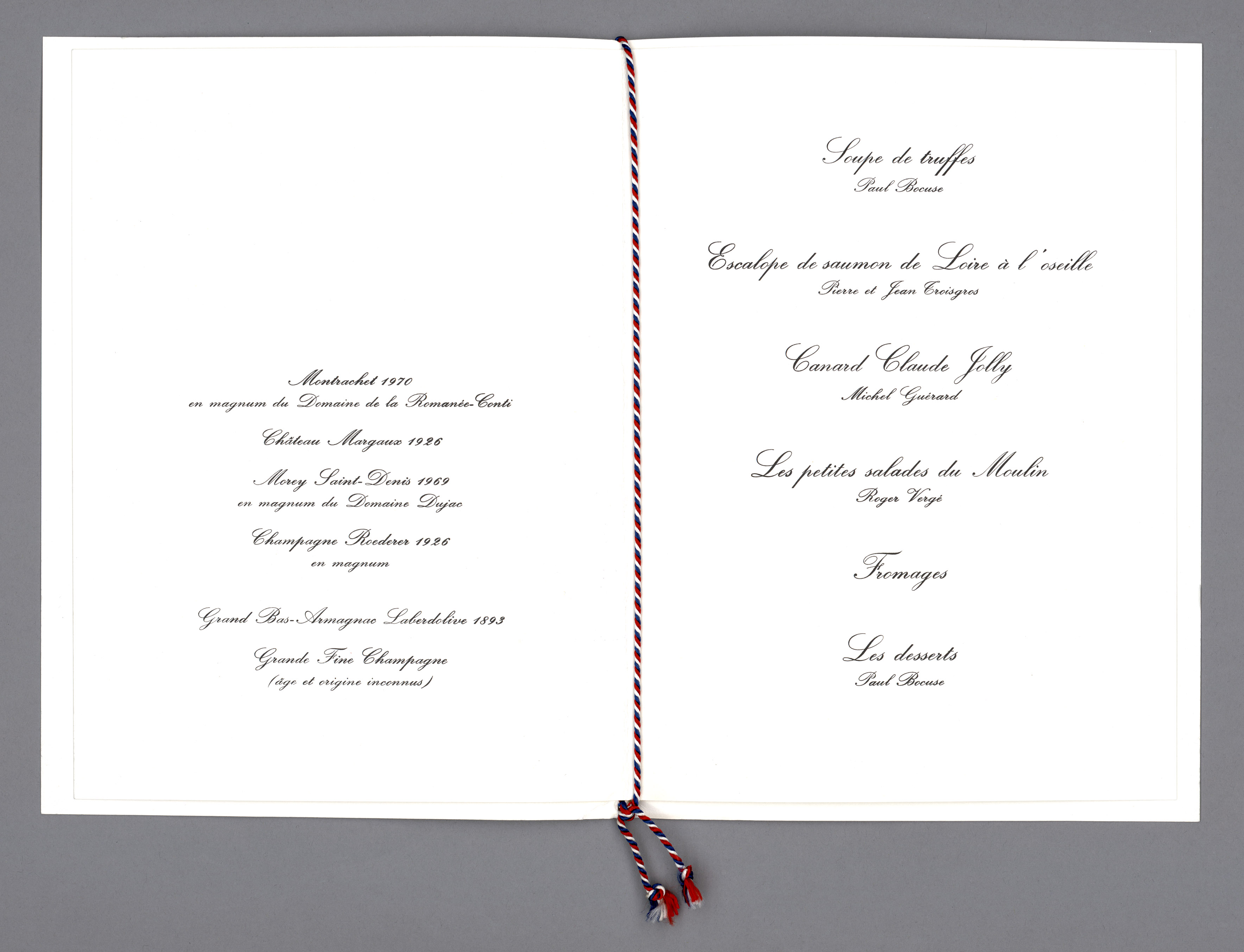
Menu du 25 février 1975 au Palais de l'Elysée

Il est fait chevalier de la Légion d'honneur par le président Valéry Giscard d'Estaing en 1975. La décoration lui est remise lors d'une réception à l’Élysée le 25 février 1975, au cours de laquelle un repas de chefs est servi aux invités. À cette occasion, il crée la soupe aux truffes noires VGE,  les frères Troisgros proposent leur saumon à l'oseille, Michel Guérard son foie gras mi-cuit et Roger Vergé les légumes. Maurice Bernachon crée le gâteau Président.
Au début des années 1980, il signe un contrat avec Disney, en association avec ses amis Roger Vergé et Gaston Lenôtre, pour l'exploitation des restaurants d'Epcot Center, le Disney World d'Orlando en Floride. Il ouvre ses premiers corners au Japon dans les magasins Daimaru, puis des boulangeries-pâtisseries et des épiceries fines portant son label.
En 1983, il devient, jusqu'en 1990, président de l'Association Euro-Toques qui regroupe plus de 3 000 cuisiniers en Europe.
En 1987, il crée le concours mondial de la cuisine (Bocuse d'or), un des plus prestigieux concours de gastronomie du monde.

### «Cuisinier du siècle»

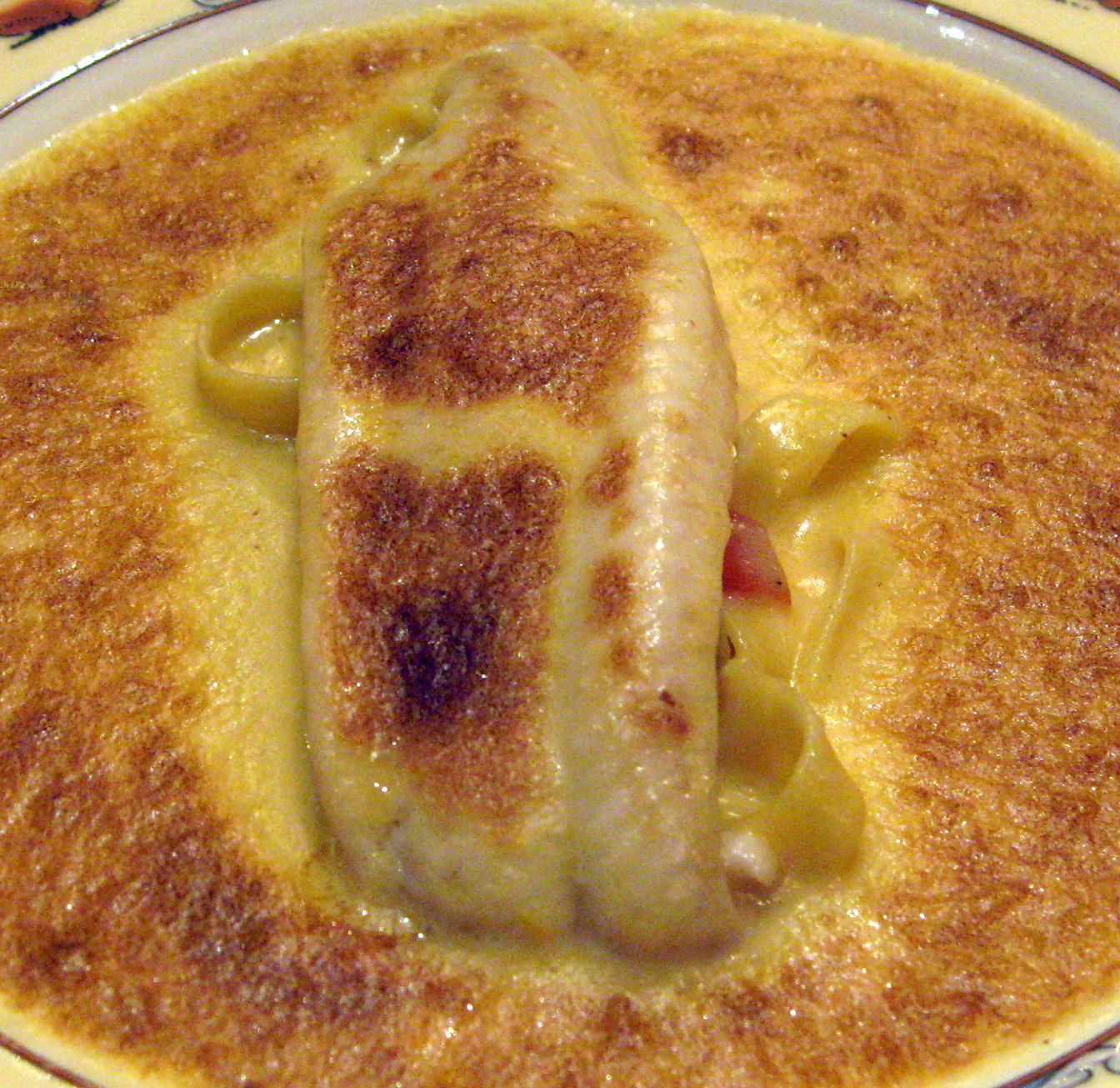
Filet de sole aux nouilles, Fernand Point.
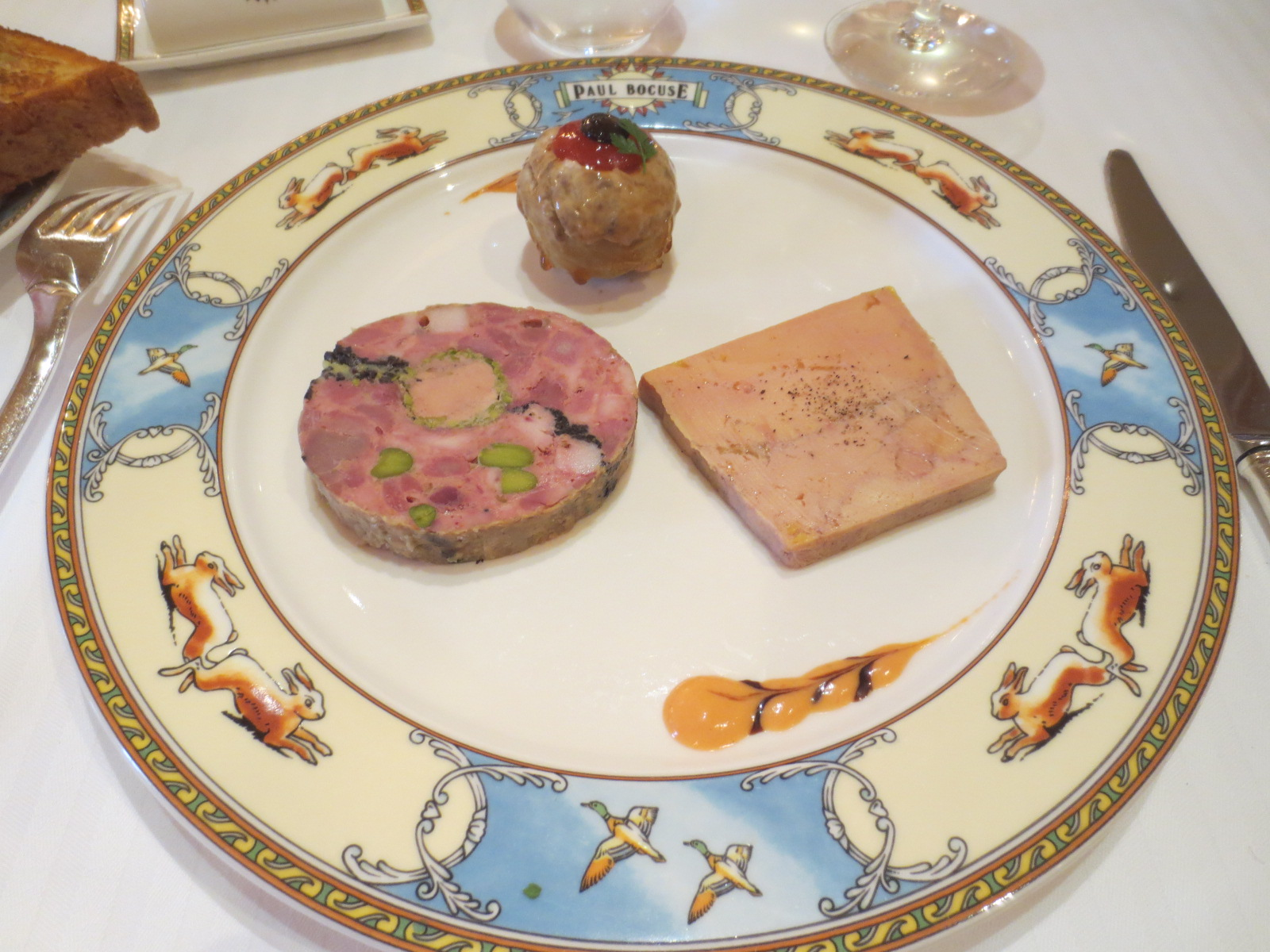
Dodine de canard et foie gras.
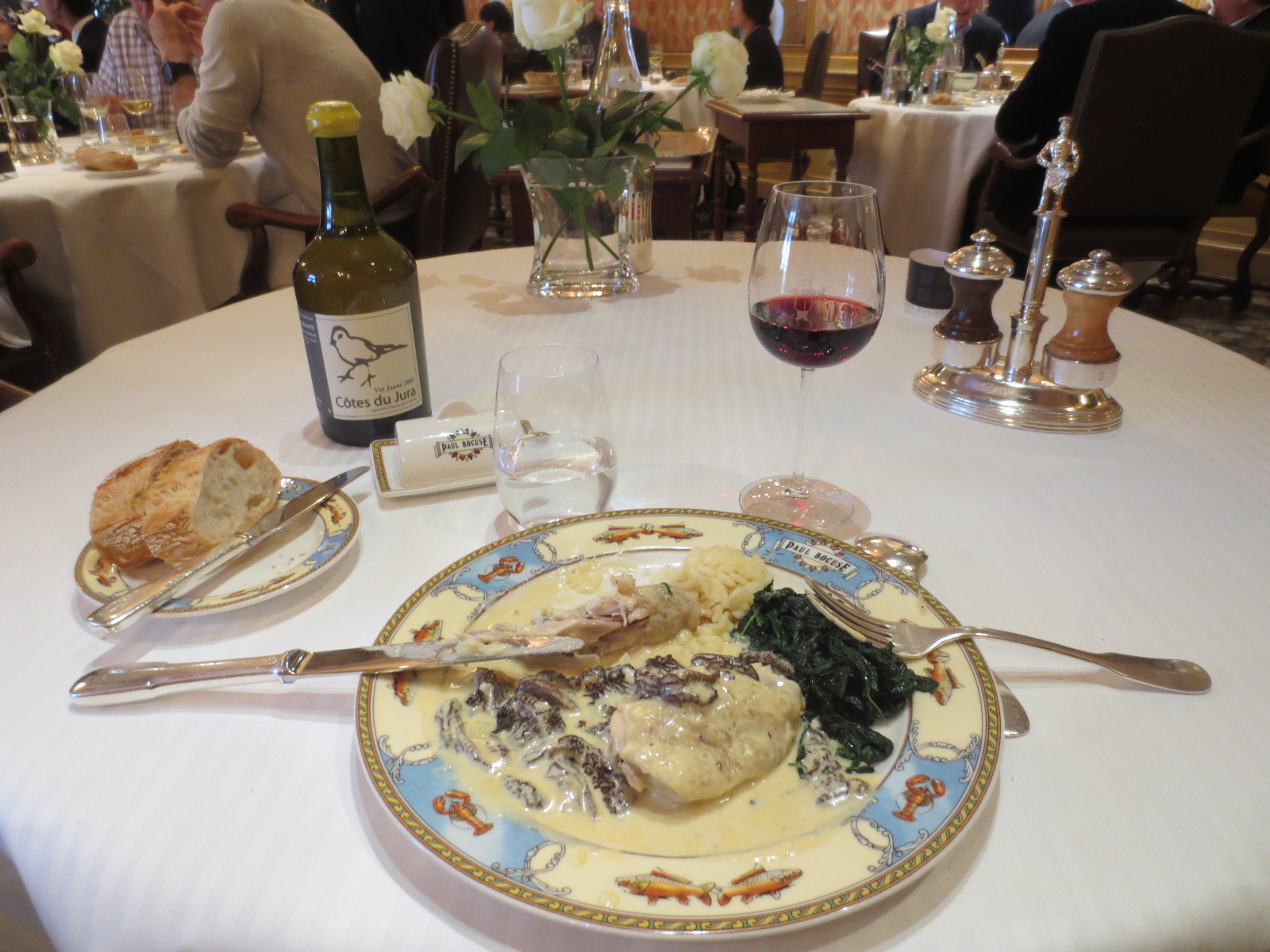
Poularde aux morilles.
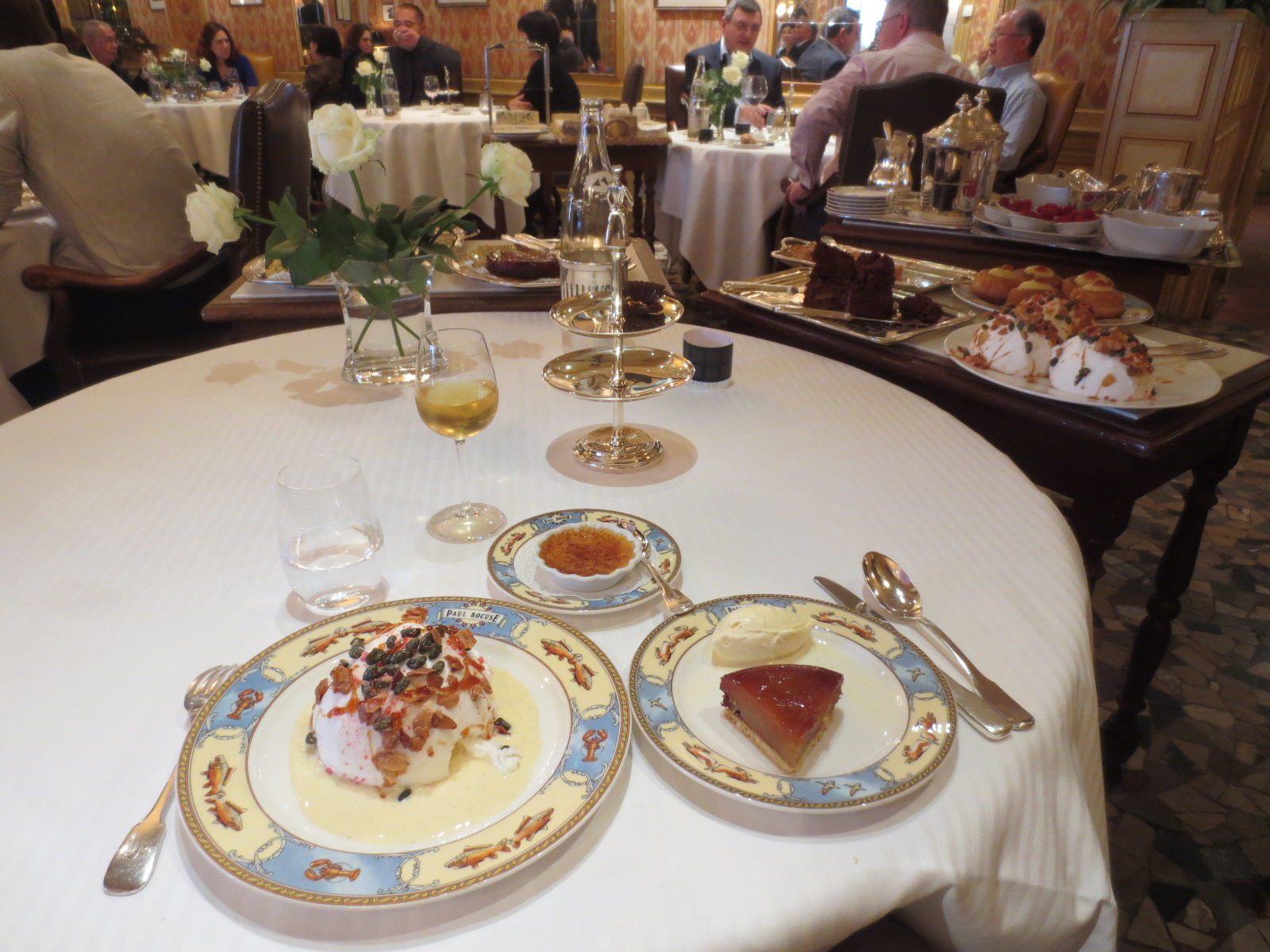
Quelques desserts.

En 1989, Paul Bocuse devient Président du concours du Meilleur ouvrier de France section « cuisine-restauration ». Il est désigné « Cuisinier du siècle », aux côtés de Frédy Girardet et Joël Robuchon, par Gault et Millau et est considéré comme le pape de la gastronomie.

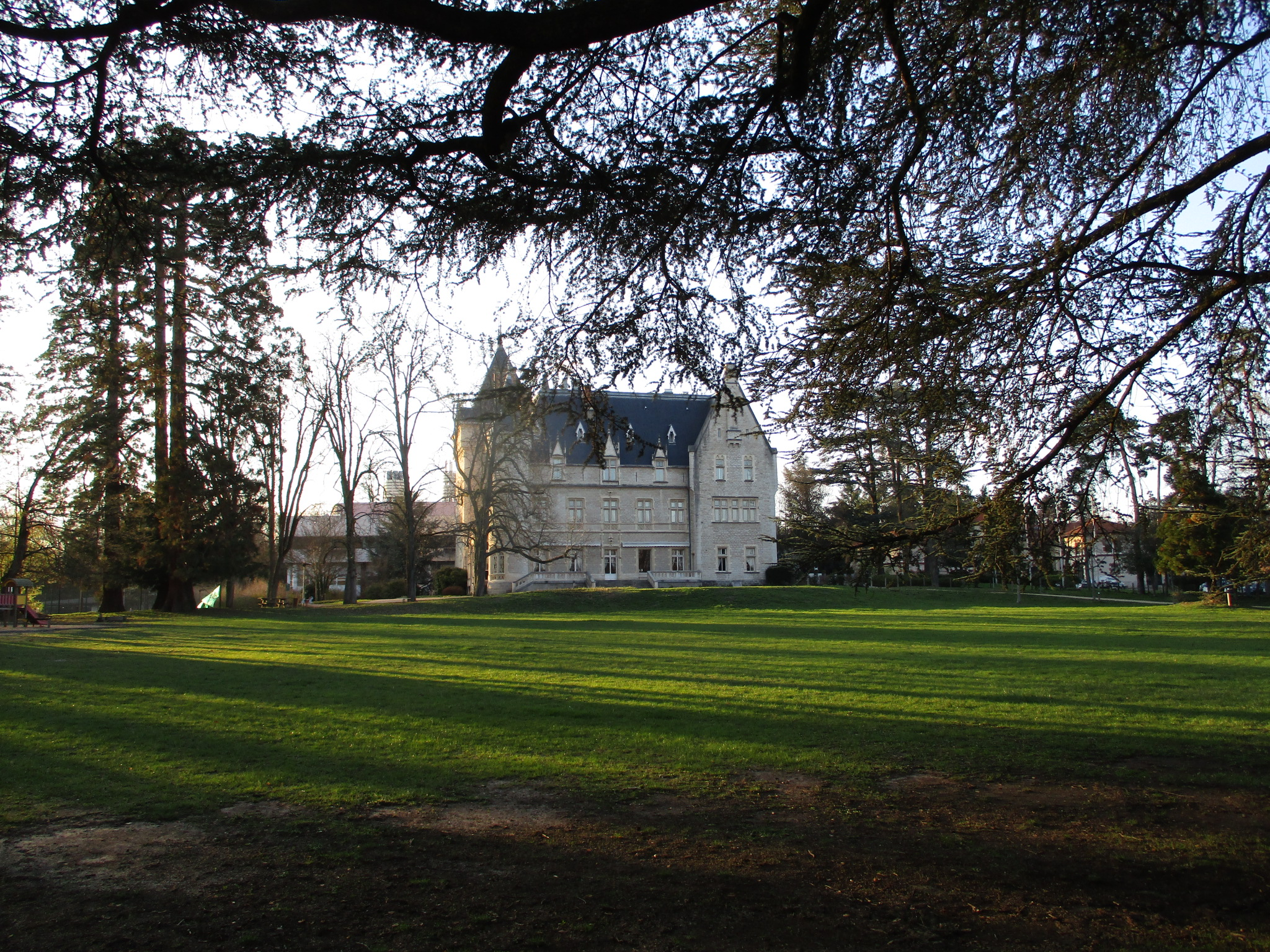
Institut Paul Bocuse, d'Écully près de Lyon.

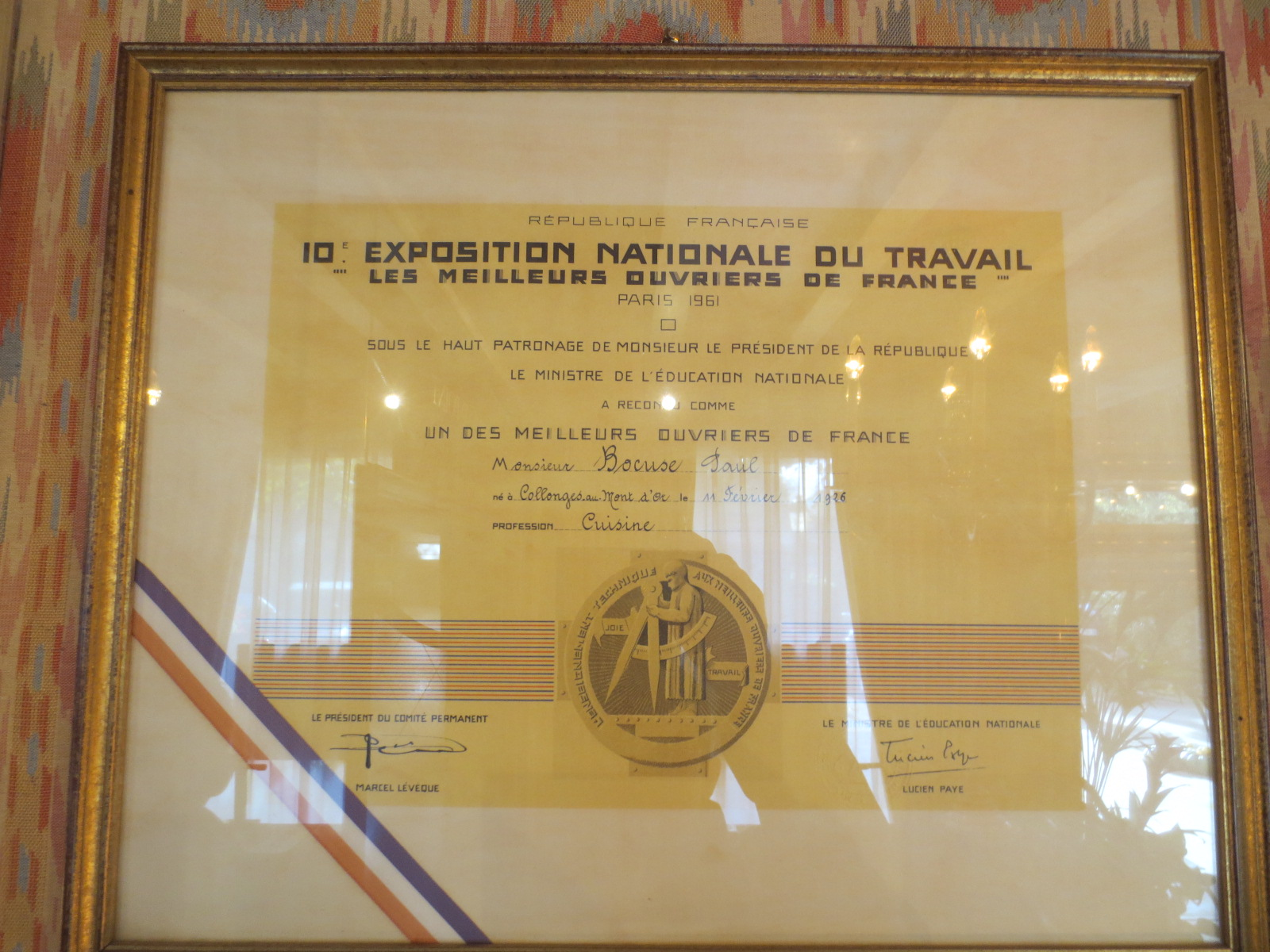
Diplôme de Meilleur ouvrier de France de Paul Bocuse, en 1961, à L'Auberge L'Auberge du Pont de Collonges.

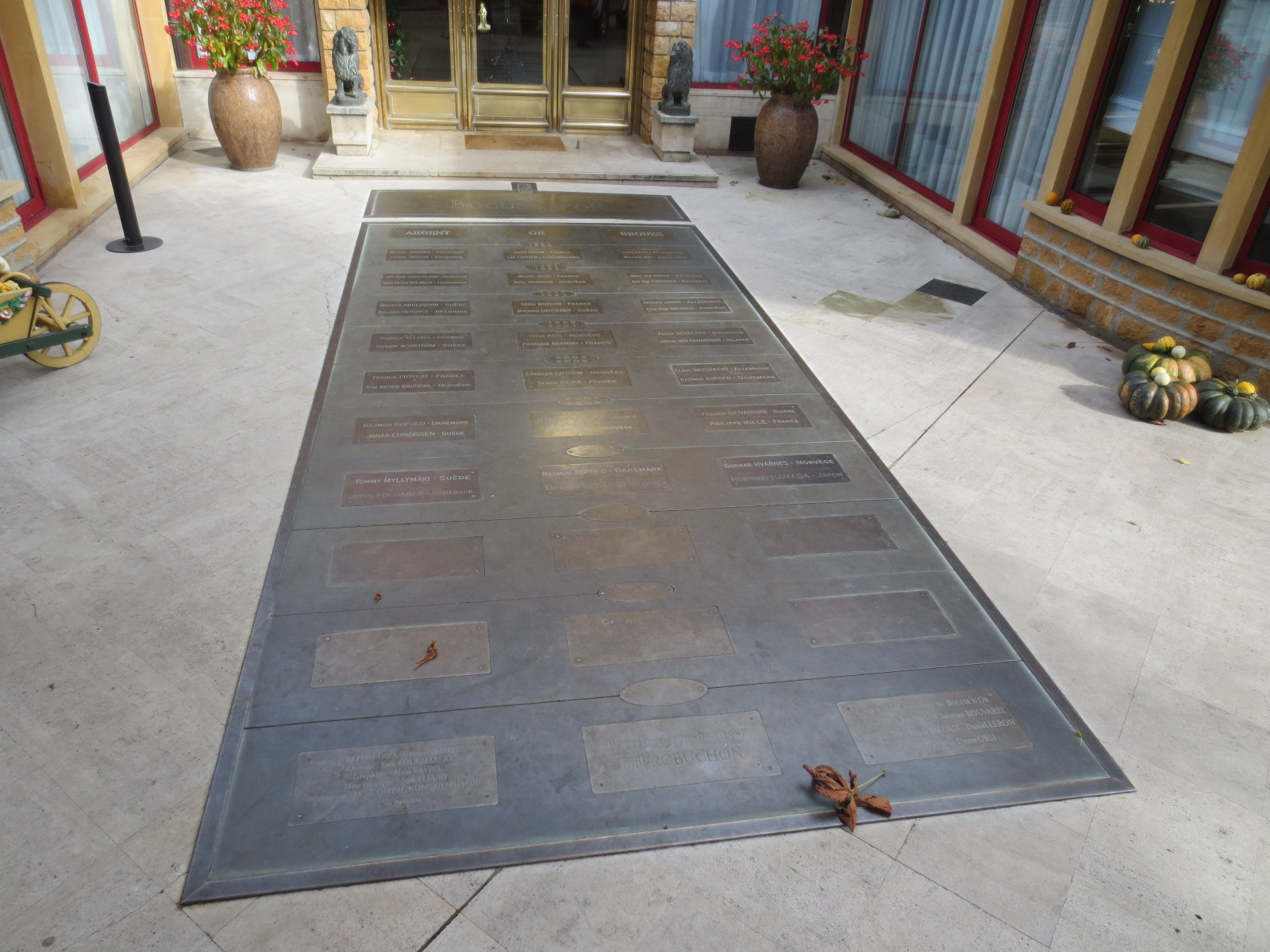
Lauréats des Bocuse d'or devant L'Auberge du Pont de Collonges.

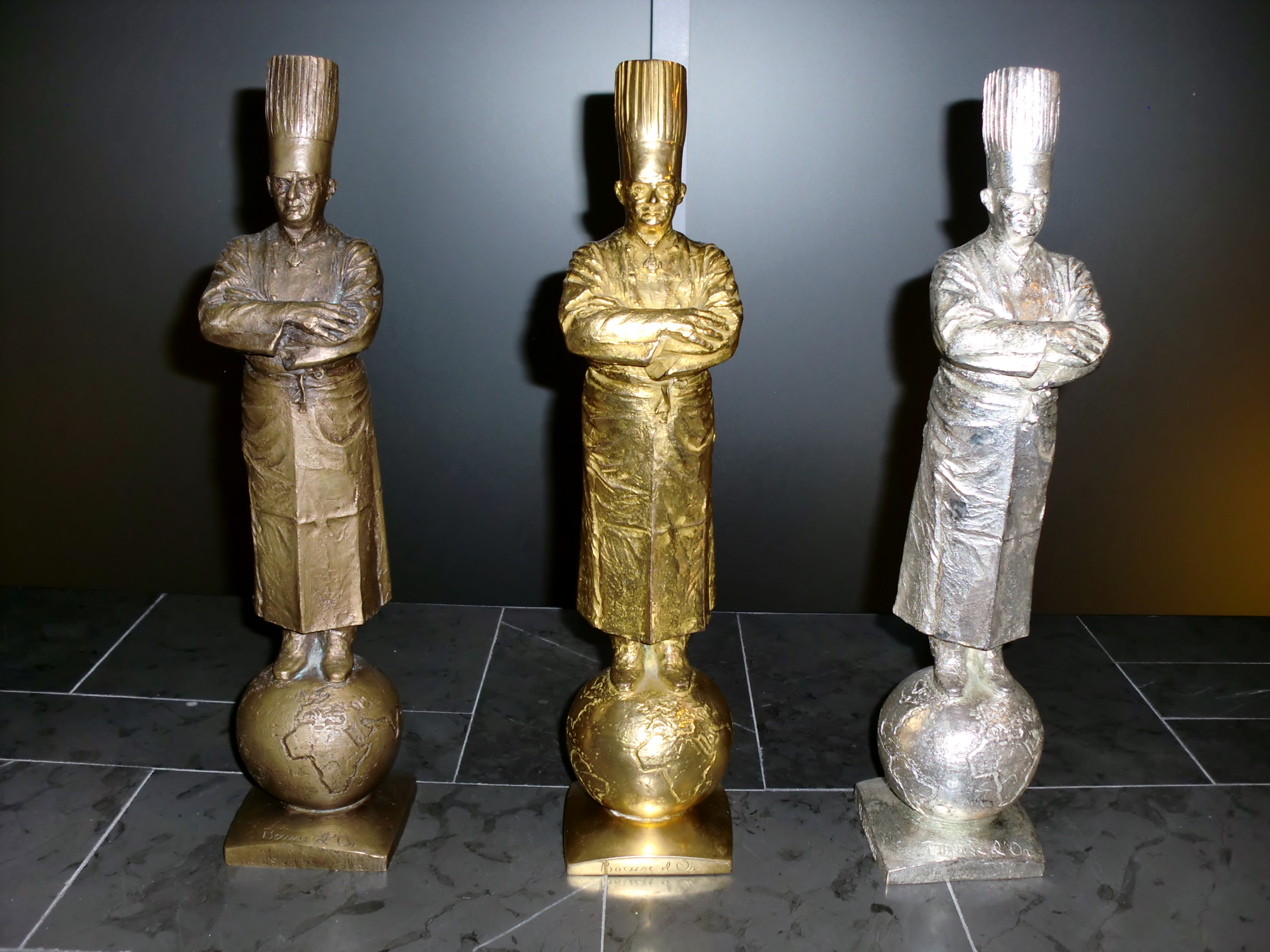
Trophées Bocuse d'or, d'argent, et de bronze, du concours mondial de la cuisine

En 1994, il ouvre sa première brasserie, le Nord, à Lyon, puis le Sud en 1995, l'Est en 1997, L'Argenson en 2002 et enfin l'Ouest en 2003. Le comptoir de l’Est vient en 2016, compléter la brasserie du même nom.
En 1996, il fait partie des cuisiniers officiels du Sommet international du G7 réuni au Musée d'Art contemporain de Lyon.
En 2004, il crée sa Fondation Paul Bocuse pour transmettre son savoir-faire et est élevé au grade de Commandeur de la Légion d'honneur sous la présidence de Jacques Chirac.
En 2005, il subit un triple pontage coronarien.
L'année suivante, les Halles de Lyon, un des lieux d'achat des produits du chef cuisinier, sont rebaptisées Halles de Lyon-Paul Bocuse pour lui rendre hommage. Aujourd'hui, il n'est pas rare d'entendre parler des « Halles Bocuse » par les Lyonnais, terme que les touristes reprennent allègrement. Il fête les quarante ans de ses 3 étoiles et fait éditer sa biographie qu'il qualifie de testament, Paul Bocuse. Le feu sacré, aux éditions Glénat. L'ouvrage est rédigé par Ève-Marie Zizza-Lalu, fille de sa troisième compagne, Patricia Zizza, qui a fondé avec lui la Société des produits Paul Bocuse.
Le pont de Collonges-au-Mont-d'Or est baptisé à son nom en 2010. Il ouvre, pour la première fois de son histoire professionnelle, une partie du capital de ses quatre brasseries lyonnaises regroupées sous l'enseigne Nord Sud Brasseries à Naxicap Partners, filiale de la banque Natixis. Paul Bocuse souffre de la maladie de Parkinson,.
En 2011, il est décoré du titre de « Cuisinier du siècle » par l'Institut culinaire américain de New York. C’est en 2012 qu’il décide d’ouvrir le restaurant Fond Rose, situé à quelques kilomètres de Lyon.
Le 28 janvier 2013, les plus grands chefs étoilés du monde entier, dont Alain Ducasse et Joël Robuchon, lui rendent hommage dans les salons de l'hôtel de ville de Lyon avec un dîner de gala coordonné par le chef français Michel Roth.
Il inaugure le nouveau restaurant-école de l'Institut culinaire américain de New York en février 2013, une brasserie baptisée Restaurant Bocuse. Dans la même année, il ouvre un nouveau restaurant lyonnais, Marguerite, sur l'avenue des Frères-Lumière, dont le chef, Tabata Bonardi, fut candidate en 2012 de l'émission de télévision de téléréalité culinaire, Top Chef. La dernière brasserie a fait son apparition en 2016 au sein du Groupama Stadium.
Le chiffre d'affaires annuel de l'ensemble de ses activités culinaires mondiales est estimé à près de 50 millions d'euros, pour près de 700 salariés.

### Mort

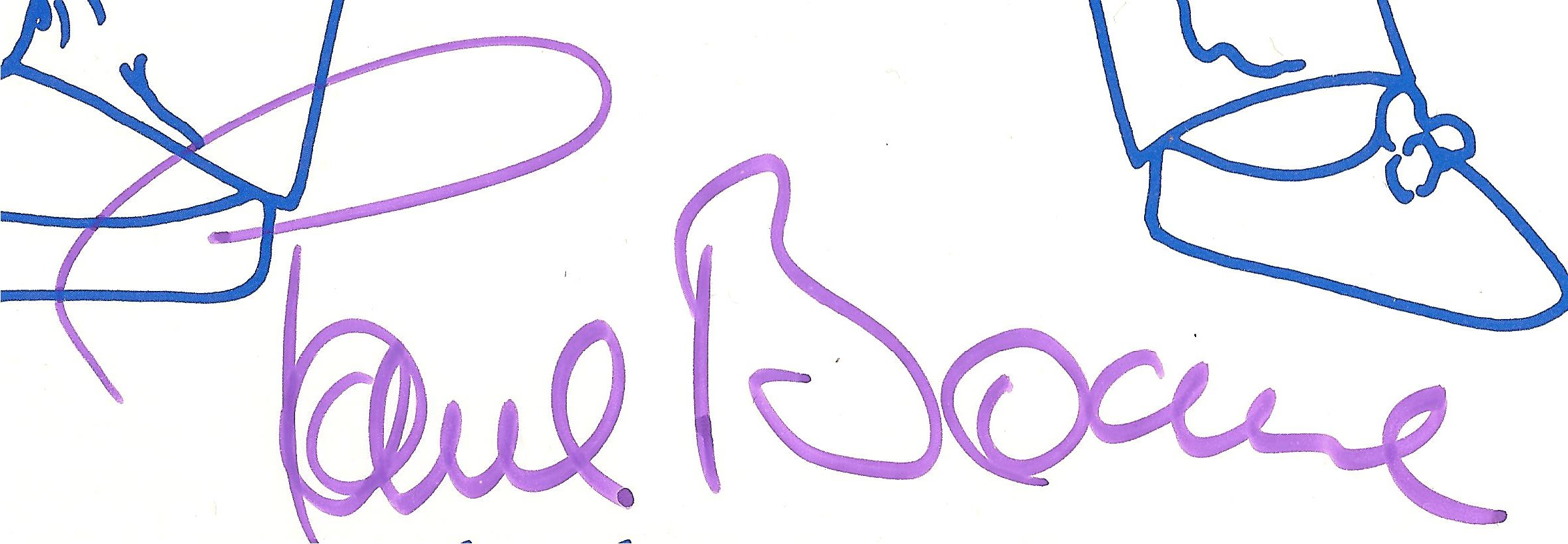
signature de Paul Bocuse

Fragilisé par divers problèmes de santé (triple pontage coronarien en 2005, maladie de Parkinson dévoilée en 2010, crise d'arthrose en 2013, opération de la moelle épinière en 2014), Paul Bocuse est mort dans son sommeil des suites de cette maladie, le 20 janvier 2018, à l'âge de 91 ans, dans son auberge du Pont de Collonges, où il est né,,.
Plusieurs chefs, dont Jean Imbert, Yannick Alléno, et l'organisation « Les Toques Blanches lyonnaises », demandent au président de la République, Emmanuel Macron, d'organiser un hommage national pour le cuisinier du siècle, dont Paul Bocuse, d'après son fils Jérôme, n'aurait pas voulu.
Les obsèques de Paul Bocuse sont présidées par le cardinal Barbarin et concélébrées par Emmanuel Payen, prêtre proche de la famille, le 26 janvier 2018, à la primatiale Saint-Jean de Lyon. De nombreux chefs y assistent, portant leur veste blanche de cuisinier, notamment Philippe Etchebest, Jean Imbert, Alain Ducasse, Joël Robuchon, Pierre et Michel Troisgros, Anne-Sophie Pic, Marc Veyrat, Guy Savoy, Christian Le Squer, Pierre Gagnaire, Régis Marcon, Michel Guérard, Arnaud Donckele, Yannick Alléno, Jérôme Banctel, l'Américain Thomas Keller, Daniel Boulud, arrivé de New York, ou Hiroyuki Hiramatsu. L'État est représenté par le ministre de l'Intérieur et ancien maire de Lyon, Gérard Collomb. Sont aussi présents le président du Conseil constitutionnel, Laurent Fabius et des personnalités lyonnaises dont le président de l'Olympique lyonnais, Jean-Michel Aulas, l'industriel Alain Mérieux et le maire de Lyon, Georges Képénékian.
Paul Bocuse, vêtu de sa veste de cuisinier ornée de sa médaille de Meilleur ouvrier de France, qu'il a obtenue en 1961, est inhumé dans le caveau familial, au cimetière de Collonges.

## Vie privée
Le 6 août 1946, il épouse Raymonde Duvert, morte le 13 juin 2019, dont il a une fille en 1947, Françoise, qui a trois enfants (Candice, Stéphanie et Philippe) avec son mari, le célèbre chocolatier-pâtissier lyonnais, Jean-Jacques Bernachon (1944-2010), fils de Maurice Bernachon.
Avec sa deuxième compagne, Raymone, ancienne directrice de clinique, il a un fils, Jérôme, né en 1969. Il le reconnaît officiellement à l’âge de 18 ans. Jérôme devient à son tour cuisinier et dirige les restaurants américains de son père, avant de devenir le Président de Pôl Développement (Groupe Bocuse) en 2015. Il lui a donné un petit-fils, baptisé également Paul.
Polygame assumé, Paul Bocuse vit également à partir de 1971 avec Patricia Zizza, qui gère sa communication,,.

## Récompenses et distinctions

### Décorations
- Commandeur de la Légion d'honneur (2004)[30] - Officier (1987)[31] - Chevalier (1975)[32]
- Grand officier de l'ordre national du Mérite (2015)[33] - Commandeur (2004)[34] - Officier (1993)[35]
- Croix de guerre 1939-1945[4]
- Chevalier de l'ordre des Palmes académiques[36]
- Officier de l'ordre du Mérite agricole[36]
- Ordre du Soleil levant (Japon) - Rayons d'or avec rosette (2016)[37]

### Reconnaissances du métier
- Meilleur ouvrier de France 1961 - catégorie « Cuisine / Gastronomie »[38]
- Désigné « Pape de la cuisine » (1989)[38]
- Désigné « Cuisinier du siècle » par Gault et Millau (1990)[38]
- Désigné « Chef du siècle » par The Culinary Institute of America (2011)[38]

### Remise de la Légion d'honneur

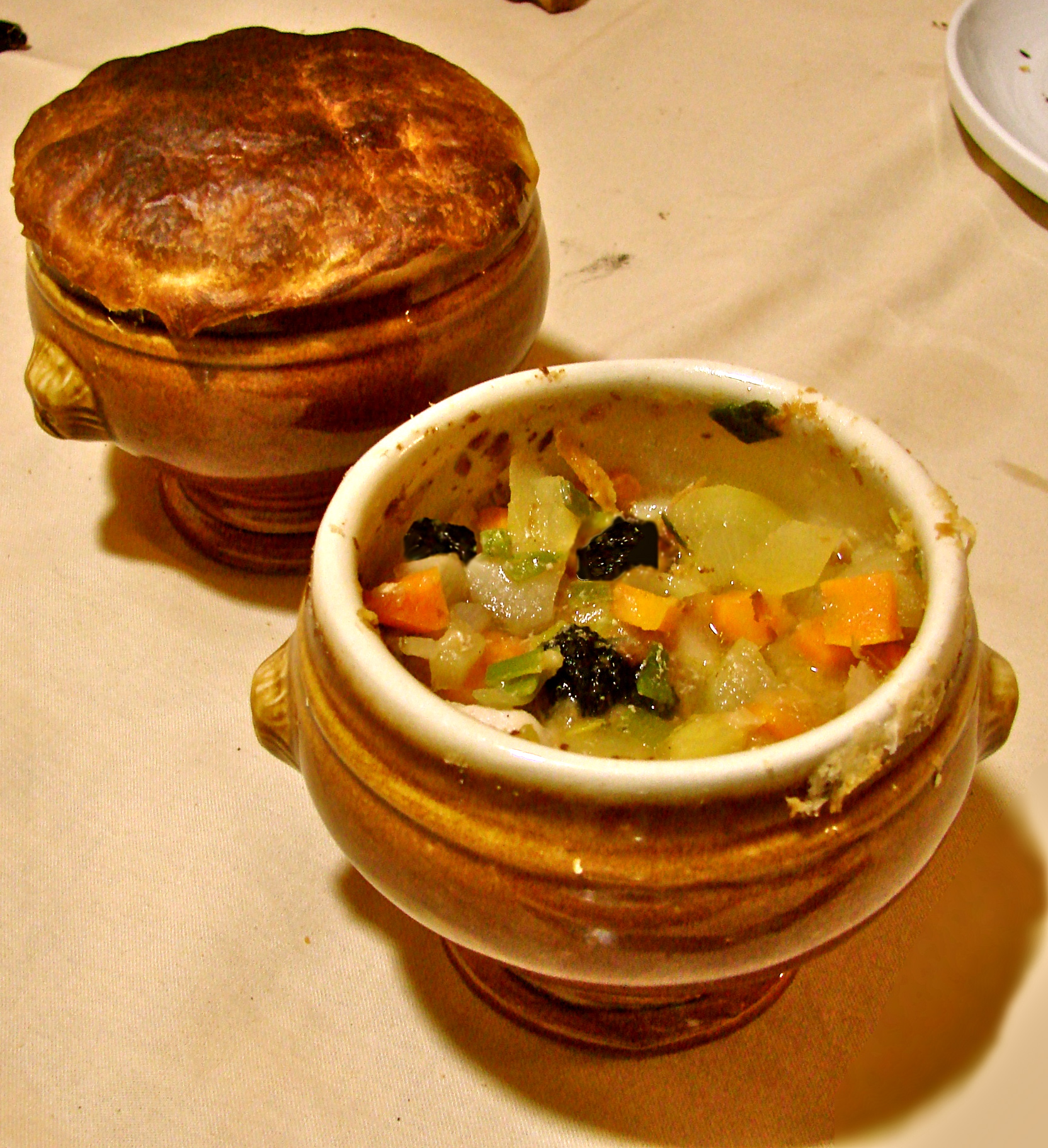
La soupe aux truffes noires VGE.

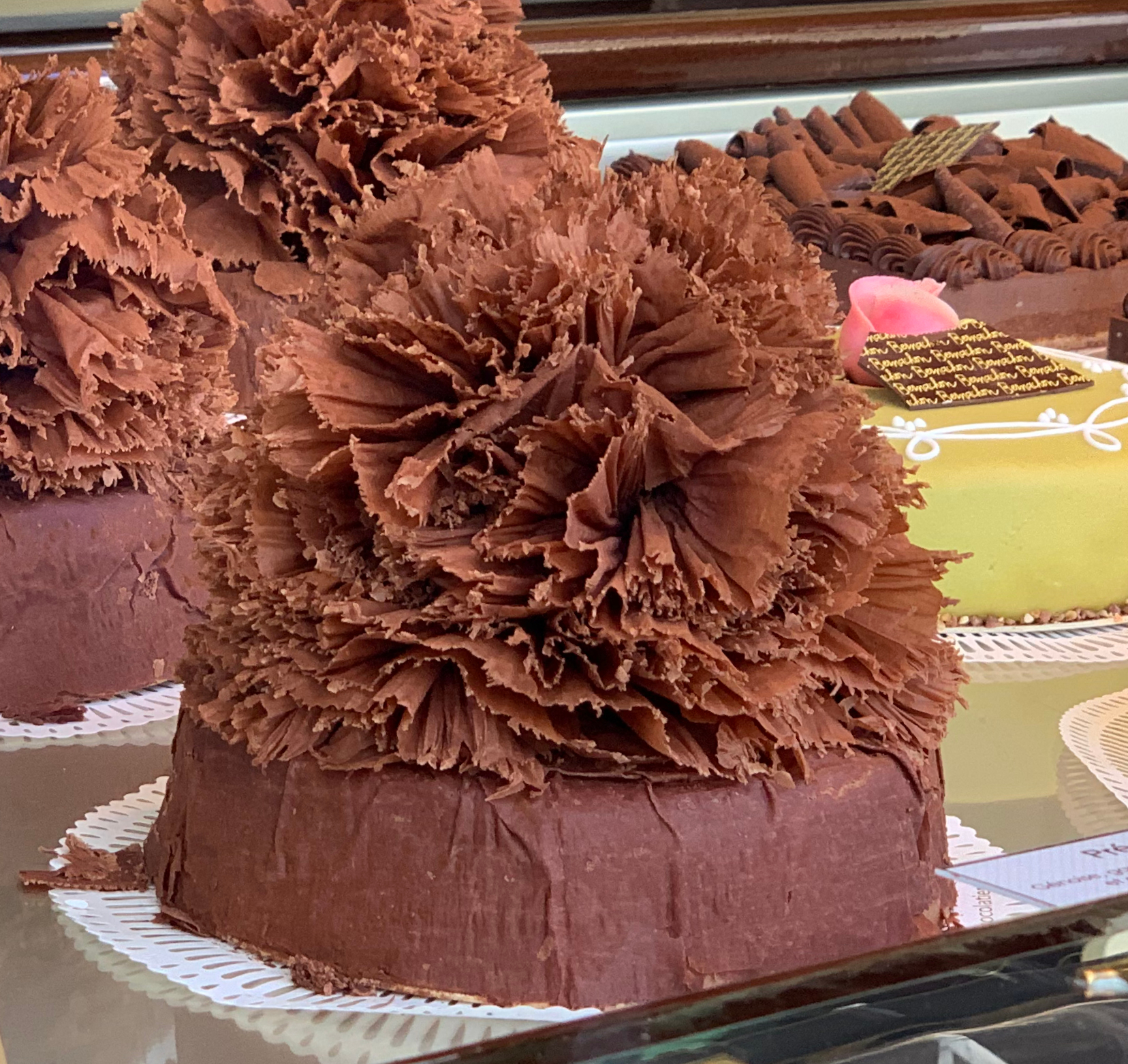
Un Président en vitrine de la chocolaterie Bernachon à Lyon.

La cérémonie de remise de la Légion d'honneur à Paul Bocuse a lieu le 25 février 1975 au palais de l'Élysée. Le président de la République, Valéry Giscard d'Estaing, lui remet les insignes de chevalier de la Légion d'honneur, ce qui fait de lui le premier cuisinier à recevoir cette distinction depuis Auguste Escoffier en 1919.
Le midi, un banquet est donné en présence de nombreux amis cuisiniers de Paul Bocuse. Outre Valéry Giscard d'Estaing et Paul Bocuse, Michel Guérard, Jean Troisgros, Roger Vergé, Jean-Pierre Haeberlin, Alain Chapel, Louis Outhier ou encore Maurice Bernachon participent au repas.
Ce déjeuner revêt une importance particulière dans l'histoire de la gastronomie française. Le menu est le suivant :
- l'entrée par Paul Bocuse : la soupe aux truffes noires VGE ;
- le plat de poisson : escalope de saumon à l'oseille par les frères Troisgros ;
- le plat de volaille est un ensemble alternant aiguillettes de canard et foie gras, accompagné d'une gelée par Michel Guérard ;
- des salades par Roger Vergé ;
- le dessert est le gâteau Le Président par Maurice Bernachon.

Parmi les vins servis à table figure un château Margaux 1926 (année de naissance de Paul Bocuse et de Valéry Giscard d’Estaing).
La soupe aux truffes noires VGE et le gâteau Le Président ont été créés spécialement pour ce déjeuner.

### Hommages
- Premier chef à entrer au musée Grévin de Paris avec une statue du sculpteur Daniel Druet (1991)[42]
- Collonges-au-Mont-d'Or est jumelé avec Illhaeusern en Alsace, à titre d'amitié et d'hommage mutuel avec les chefs Marc et Paul Haeberlin. L'Auberge du Pont de Collonges de Collonges-au-Mont-d'Or de Paul Bocuse se situe quai d'Illhaeusern et l'Auberge de l'Ill de Marc et Paul Haeberlin se situe rue de Collonges-au-Mont-d'Or à Illhaeusern[43].
- Une fresque géante représente Paul Bocuse sur un mur d'immeuble situé en face des Halles de Lyon-Paul Bocuse (2015)[44]. Paul Bocuse est également représenté sur la Fresque des Lyonnais, en 1995 (Fresque des célébrités de Lyon)[45].
- Une variété de rose lui est dédiée[46], baptisée 'Paul Bocuse' (1992).
- La promotion 2016-2021 de Sciences Po Lyon porte le nom « Promotion Paul Bocuse ».
- Une plaque a été apposée en son hommage sur l'attraction « Ratatouille », dans le Parc Walt Disney Studios[47], il a en effet été l'une des inspirations du personnage d'Auguste Gusteau[48] dans le film éponyme.
- Le pont de Collonges a été rebaptisé « pont Paul-Bocuse » en 2011 pour lui rendre hommage[49],[50].
- Une fresque de Paul Bocuse arborant les couleurs de l'OL a été inaugurée sur les murs du Groupama Stadium de Lyon.

## Établissements

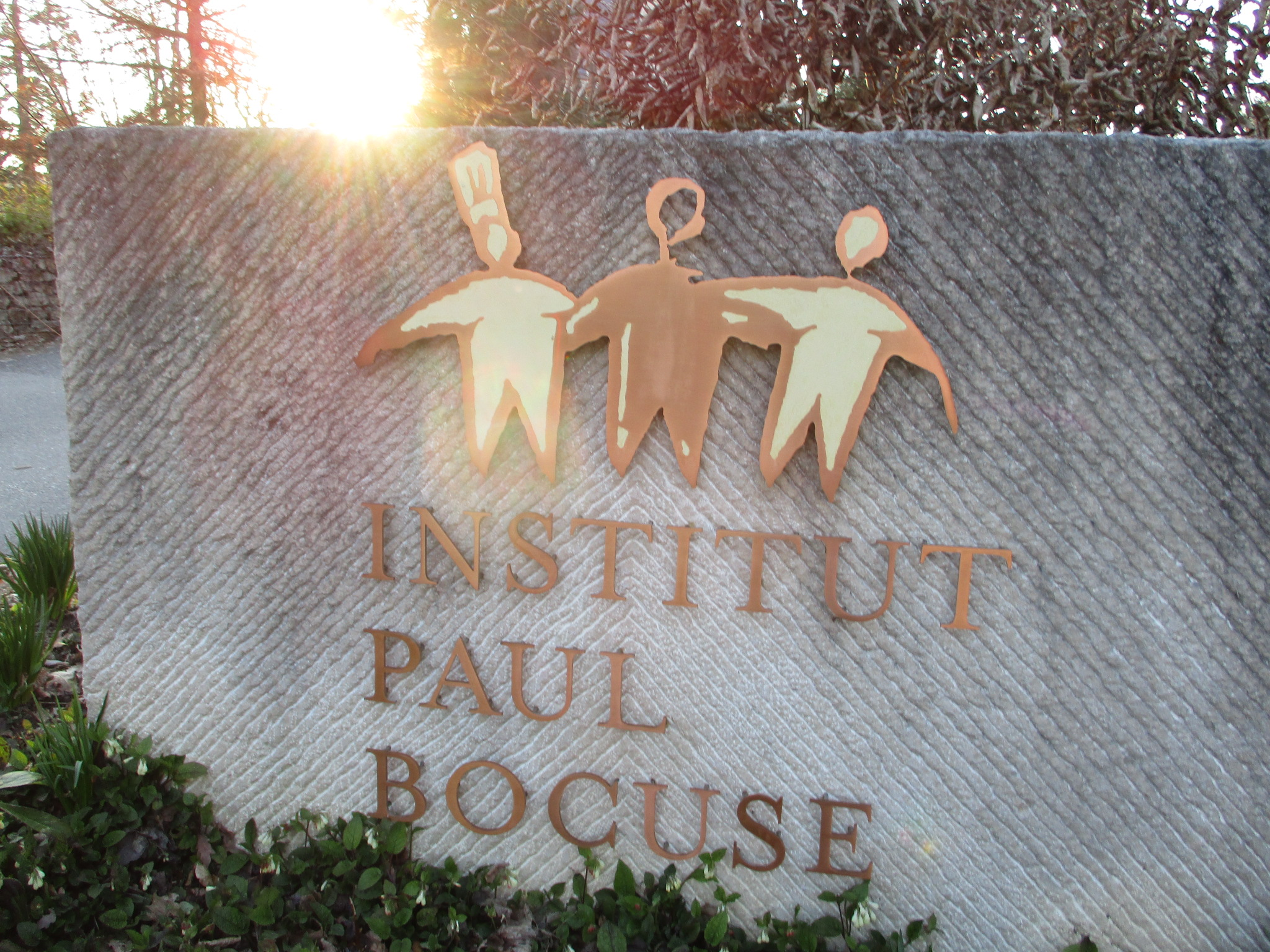
Institut Paul Bocuse

### Écoles
- Institut Paul Bocuse, parc du Vivier à Écully.
- Institut restaurant-école et École de cuisine de l’Institut Paul Bocuse, 20, place Bellecour, à Lyon.
- Restaurant-école : Institut Paul-Bocuse, à Shanghai, en République populaire de Chine, sur le site de l'exposition universelle de Shanghai 2010.

### Restaurants gastronomiques
- L'Auberge du Pont de Collonges à Collonges-au-Mont-d'Or (10 km au nord de Lyon).
- L'Abbaye de Collonges[51], à Collonges-au-Mont-d'Or (dédiée aux réceptions de 500 couverts en présence d'une collection de limonaires).

L'Abbaye de Collonges à Collonges-au-Mont-d'Or.
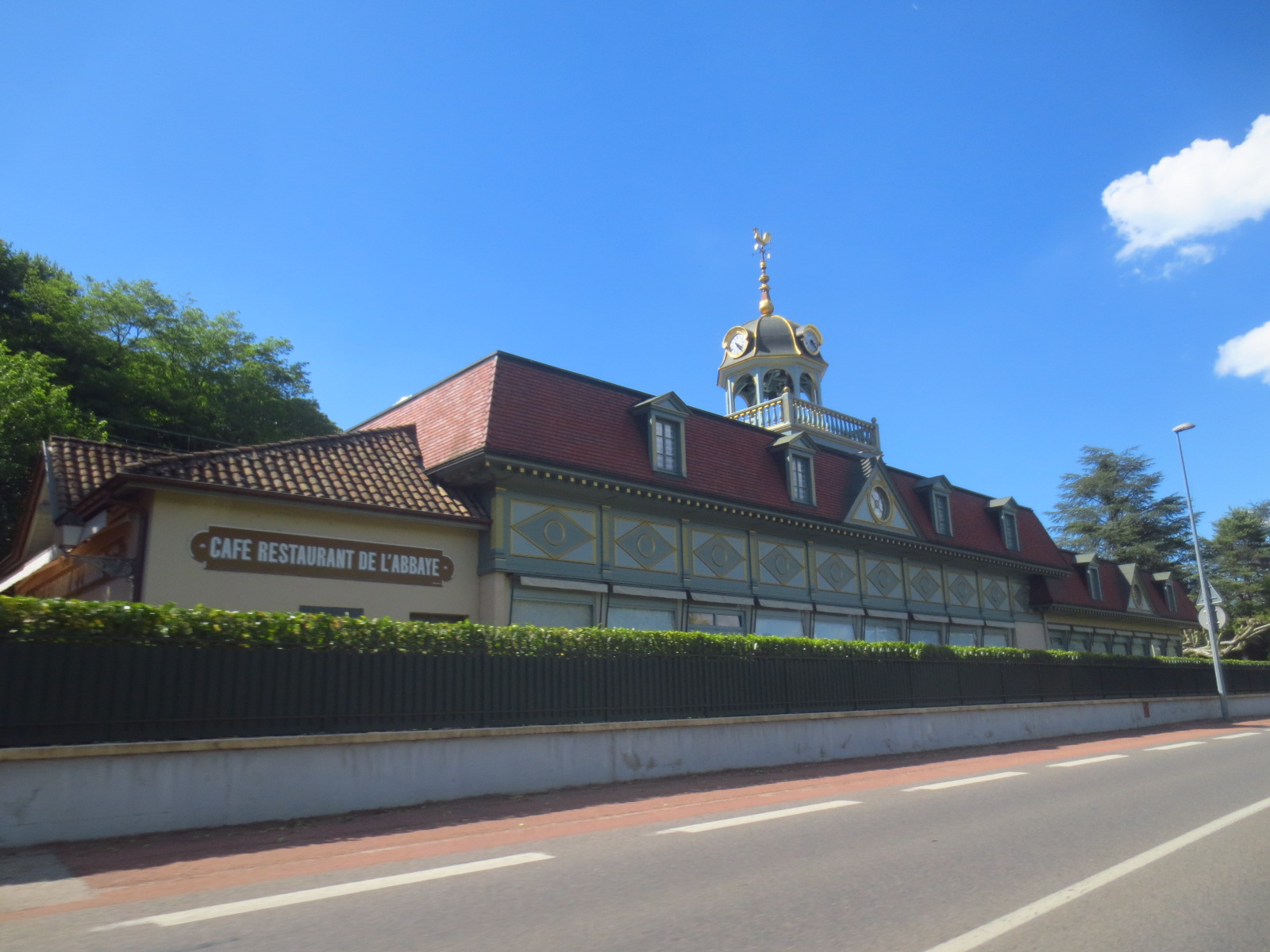
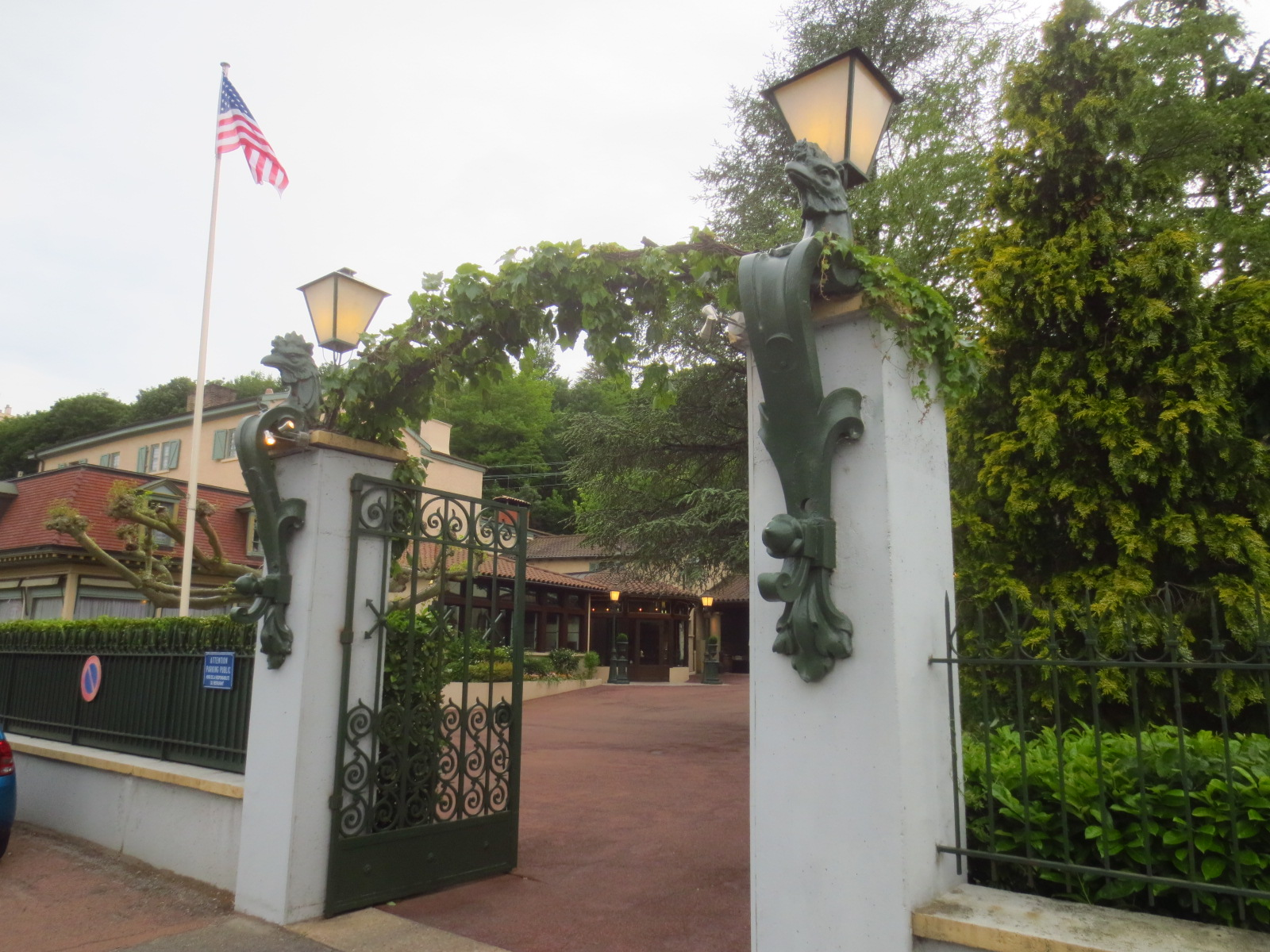
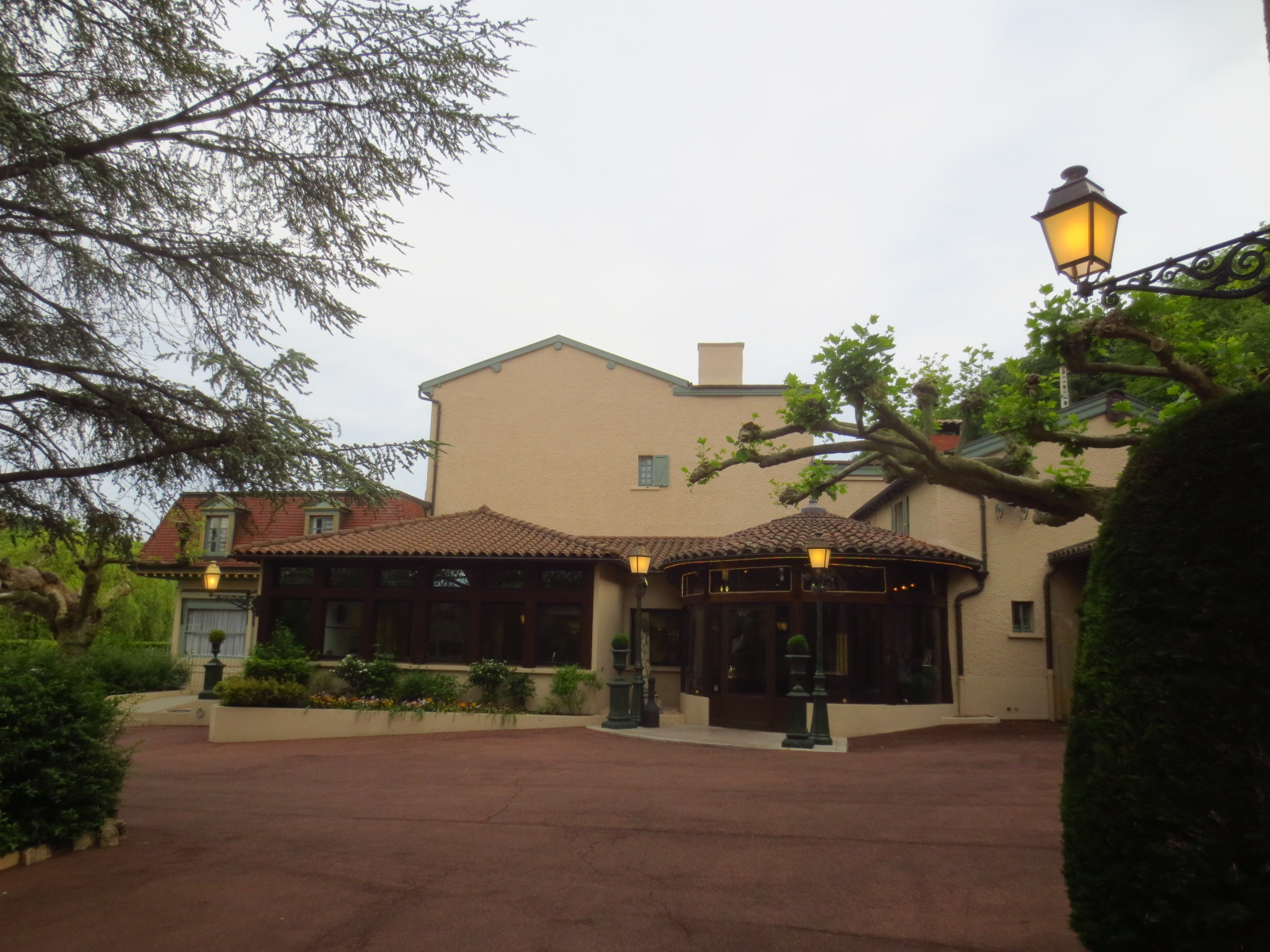
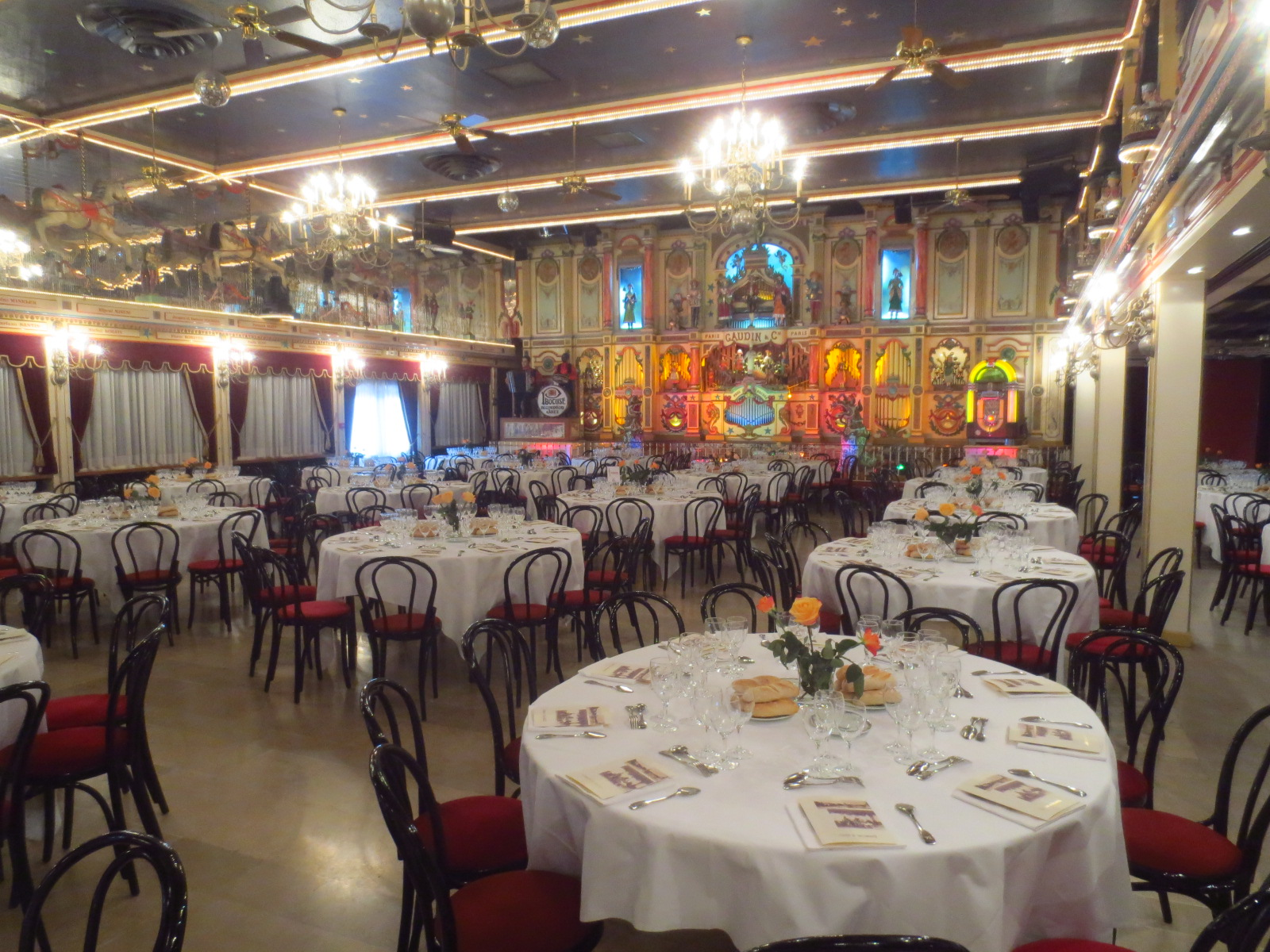

### Brasseries
- Brasserie Le Nord (Lyon 2e), située à deux pas de l'hôtel de ville et de l'opéra.
- Brasserie Le Sud (Lyon, 2e), située à quelques mètres de la place Bellecour.
- Brasserie de L'Est (Lyon, 6e), située dans l'ancienne gare des Brotteaux (classée monument historique).
- Brasserie de L'Ouest (Lyon, 9e), située en bord de Saône.
- Brasserie des Lumières située au sein du stade Parc OL (Decines-Charpieu).
- Brasserie du Louvre (Paris 1er).
- Restaurant Marguerite (Lyon, 8e).
- Restaurant Fond Rose (Caluire-et-Cuire).
- Brasserie Paul Bocuse (Tokyo).
- Brasserie Chefs de France (Walt Disney World Resort, Floride).
- Brasserie La Maison (Nagoya, Japon).
- Brasserie L'Argenson (Lyon, 7e) n'appartient plus au Groupe Bocuse depuis mai 2013[52].

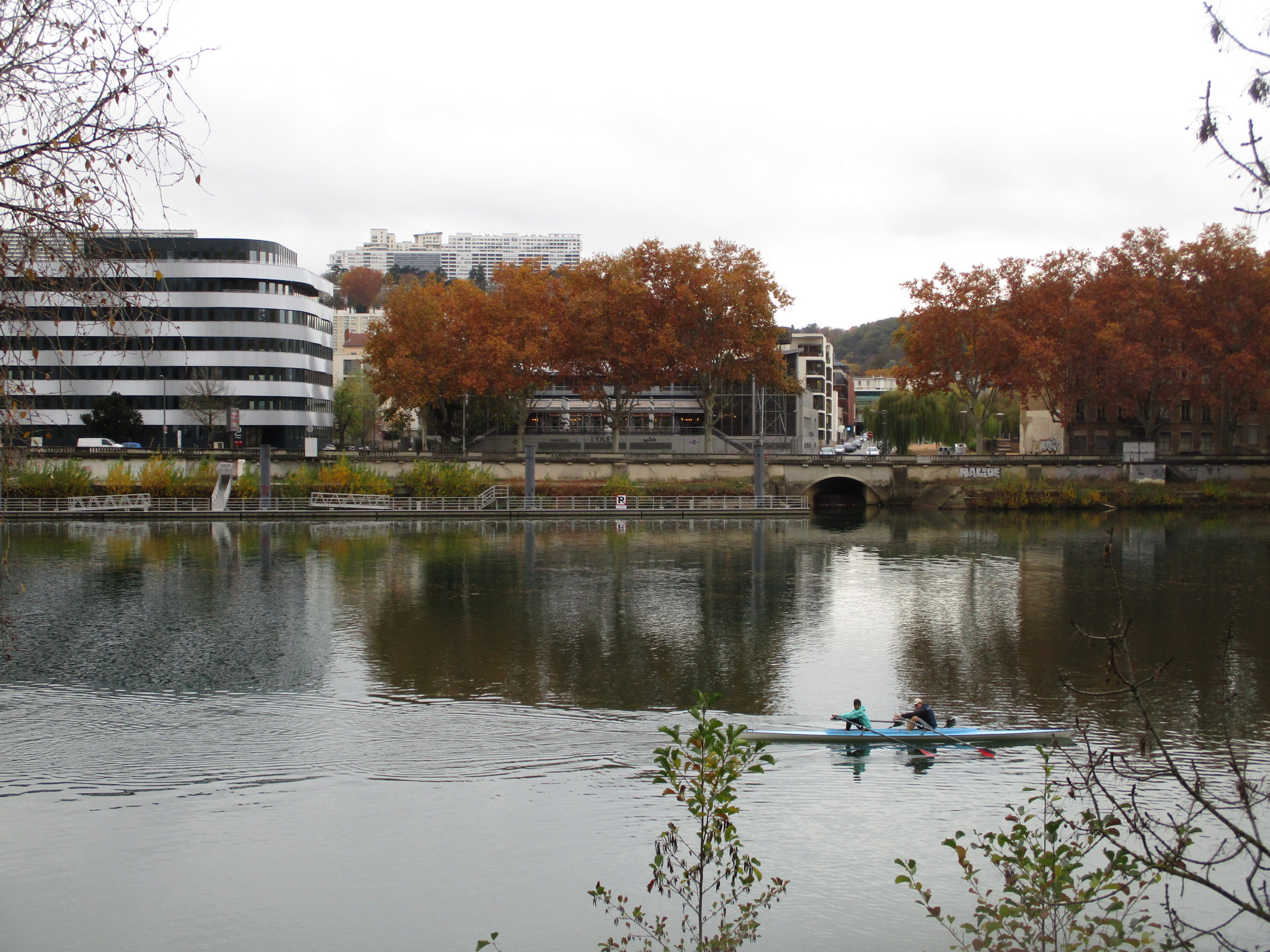
Brasserie L'Ouest, Rives de Saône de Lyon.
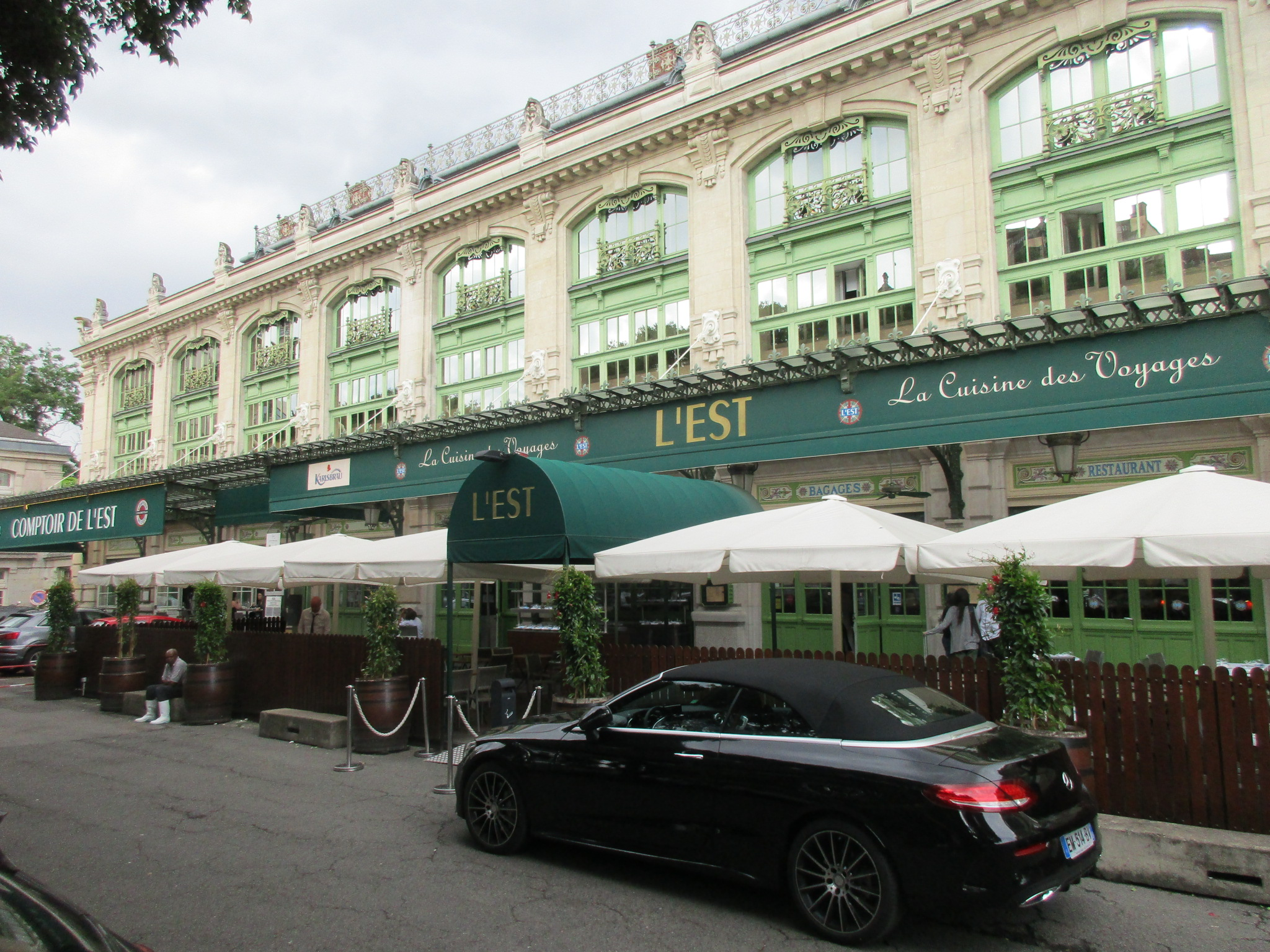
Brasserie L'Est de la Gare de Lyon-Brotteaux.
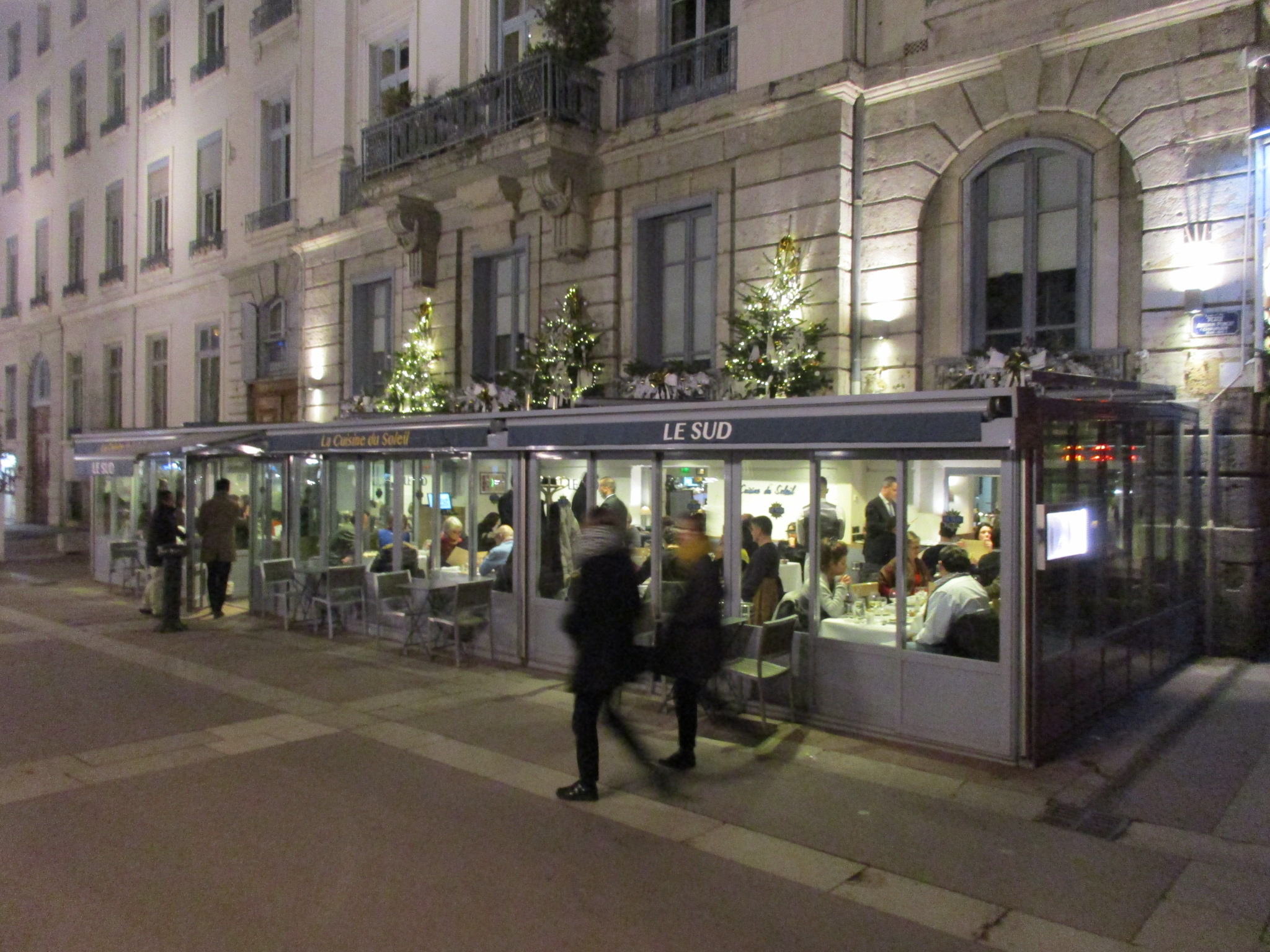
Brasserie Le Sud, place Bellecour.
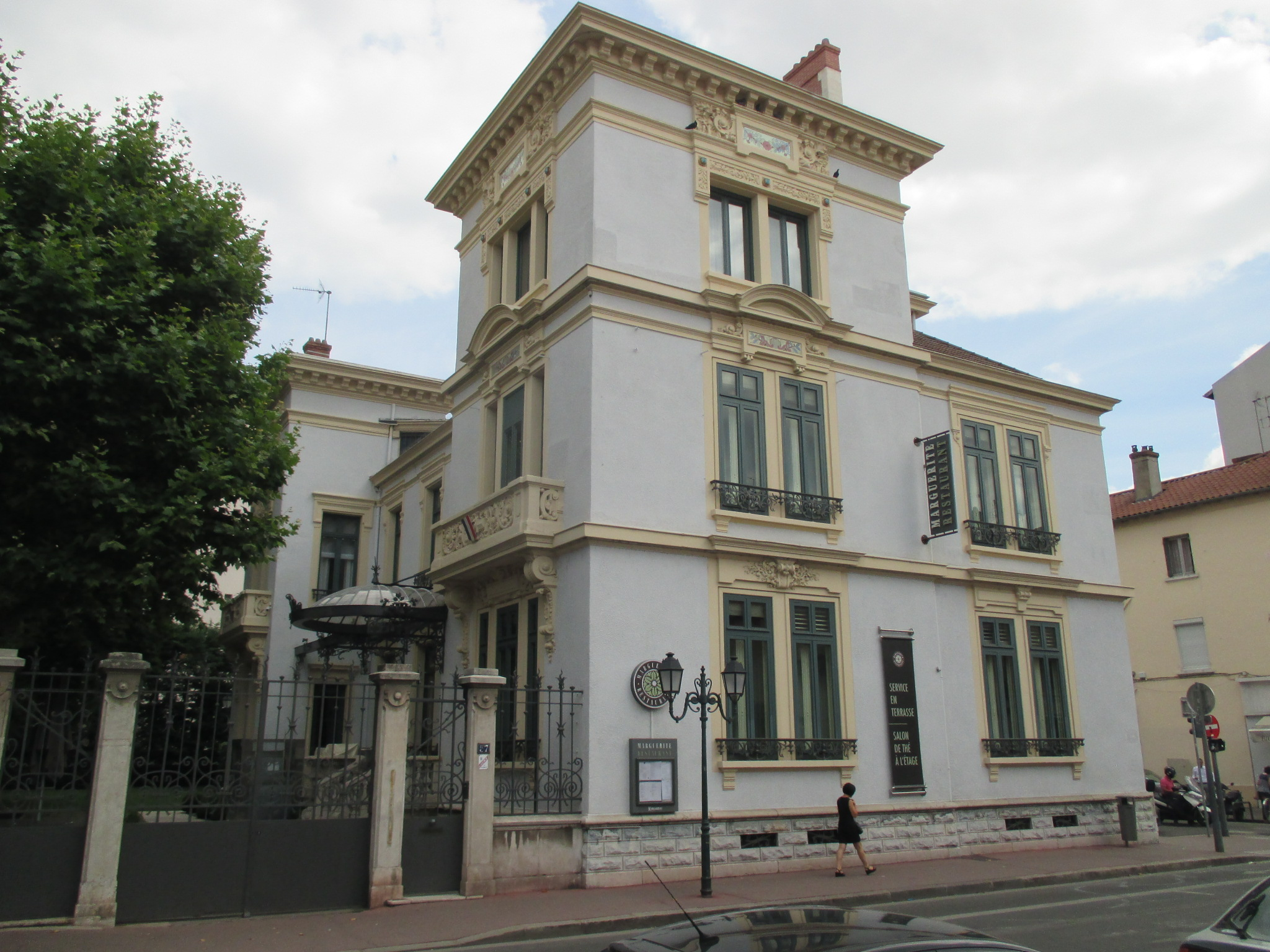
Restaurant Marguerite, 8e arrondissement de Lyon.

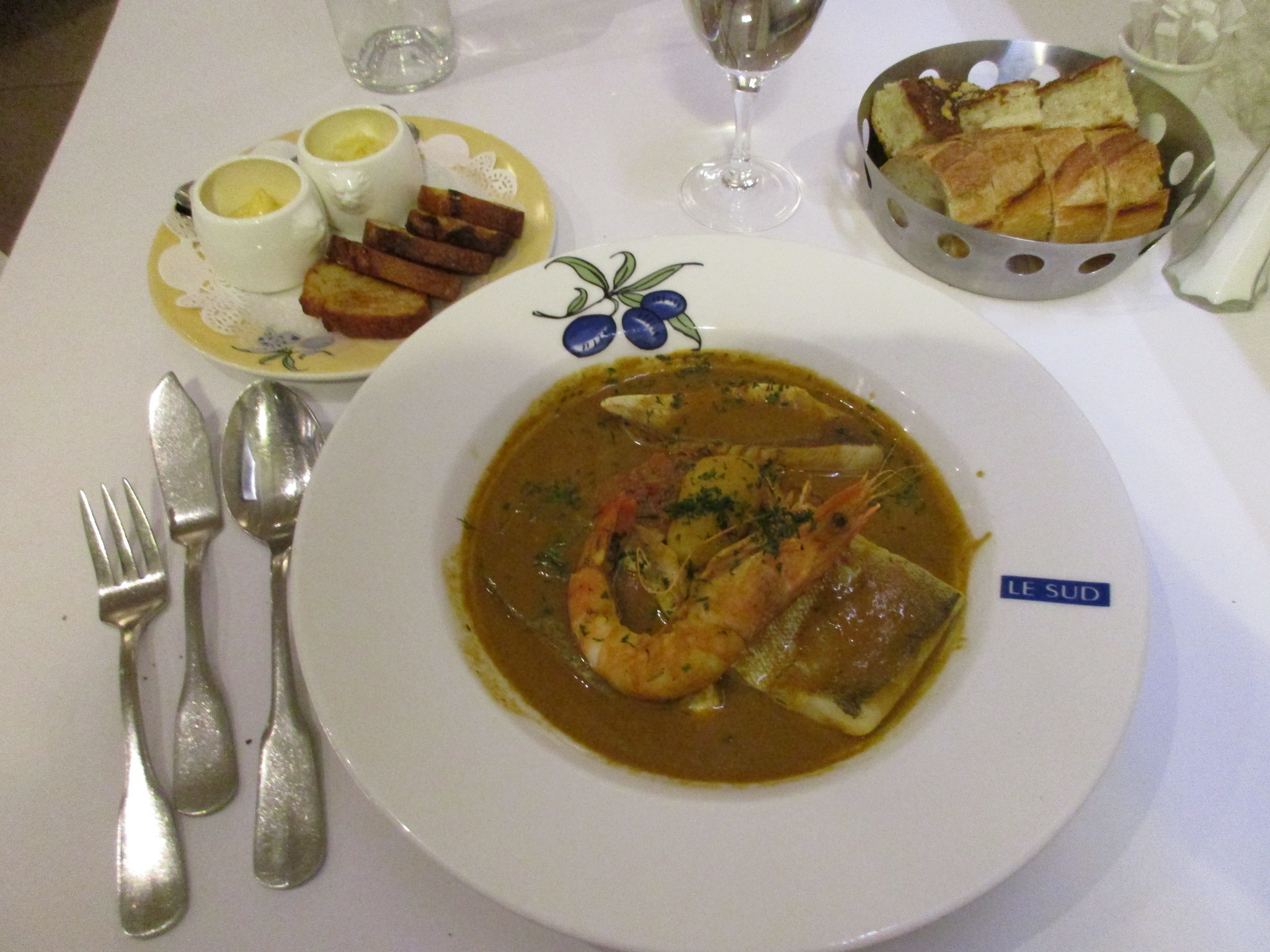
Bouillabaisse par Paul Bocuse, brasserie Le Sud.
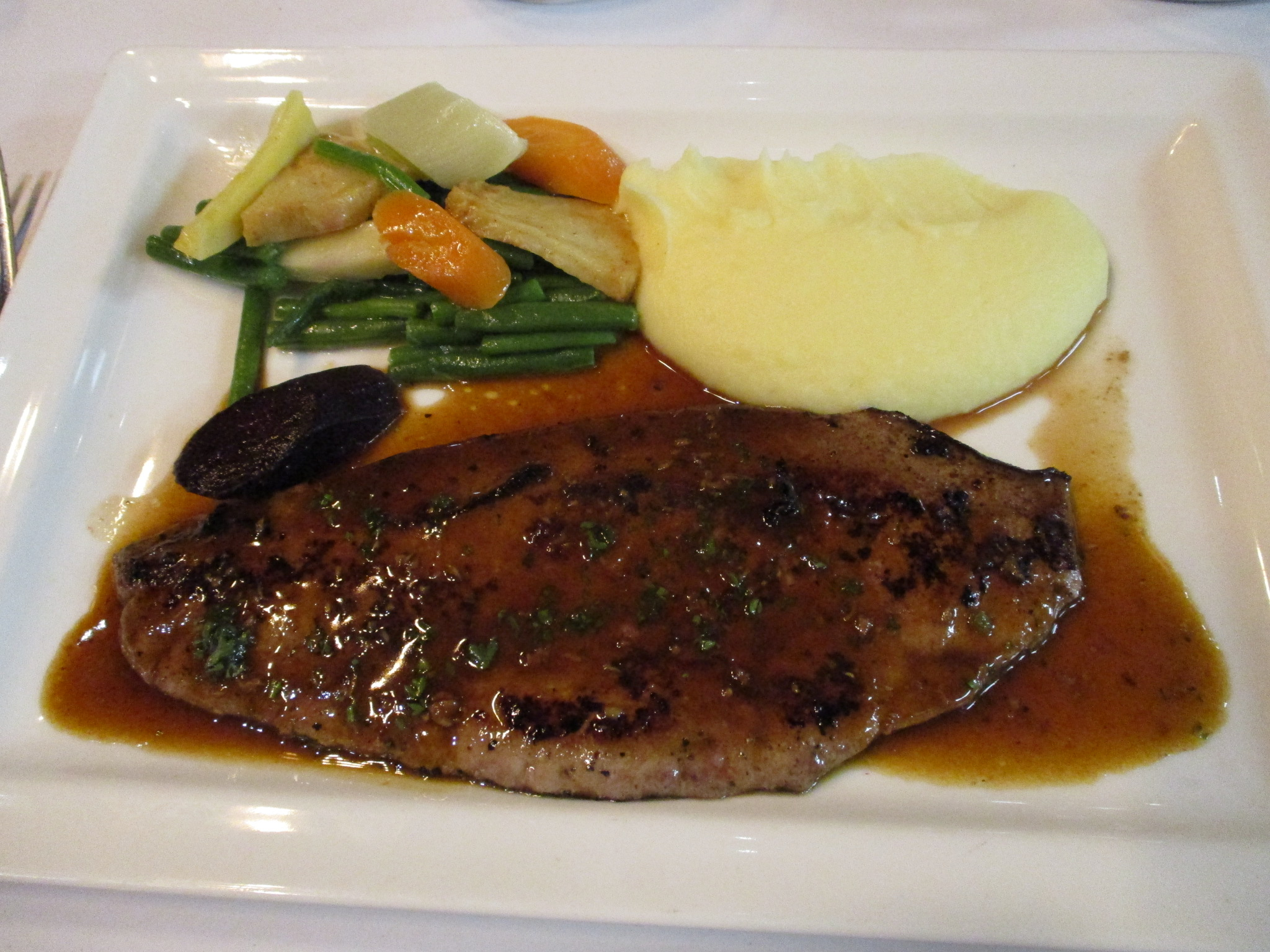
Foie de veau à la lyonnaise, par Paul Bocuse, brasserie L'Ouest
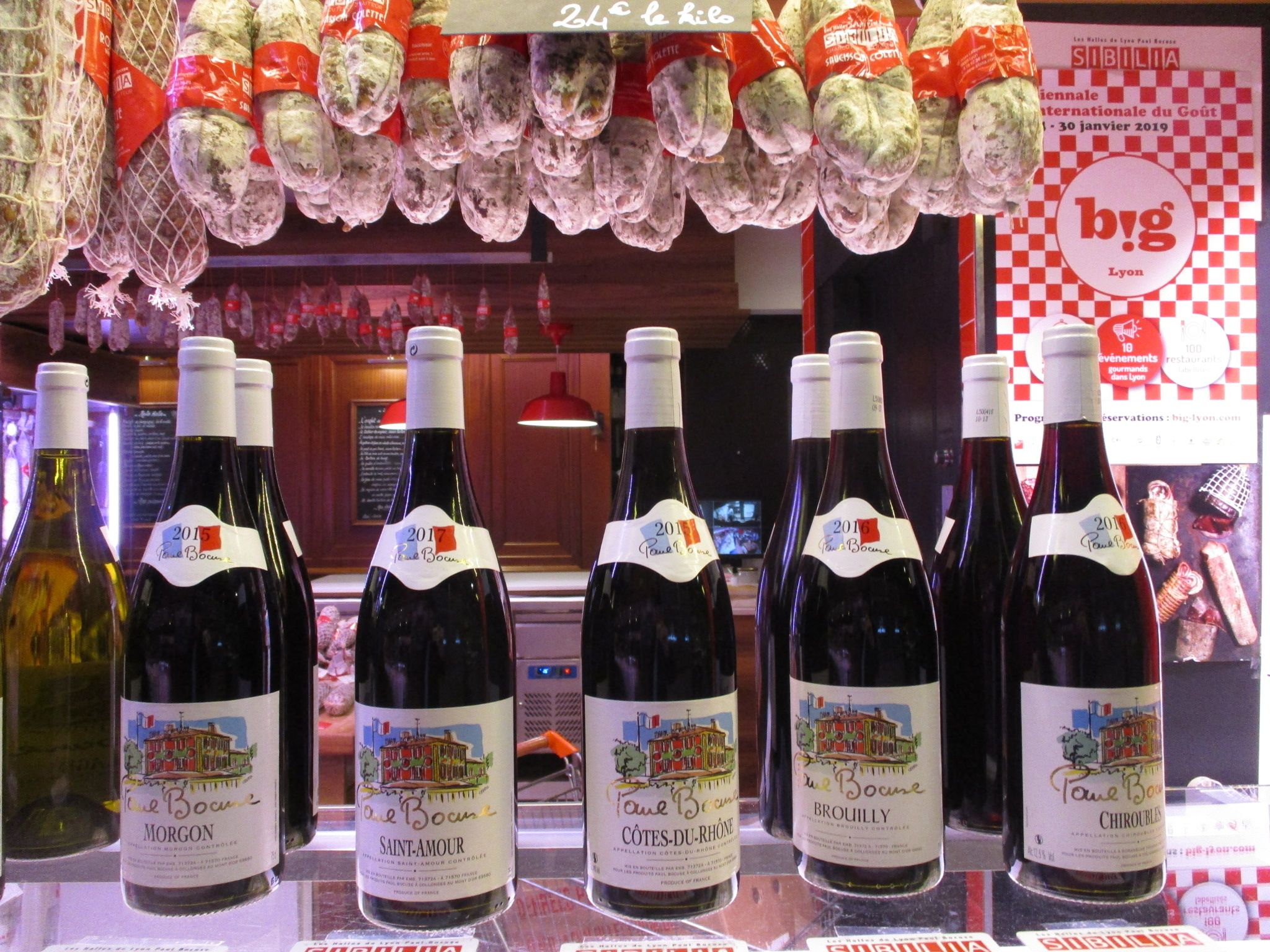
Vignoble du Beaujolais et vignoble de la vallée du Rhône Paul Bocuse
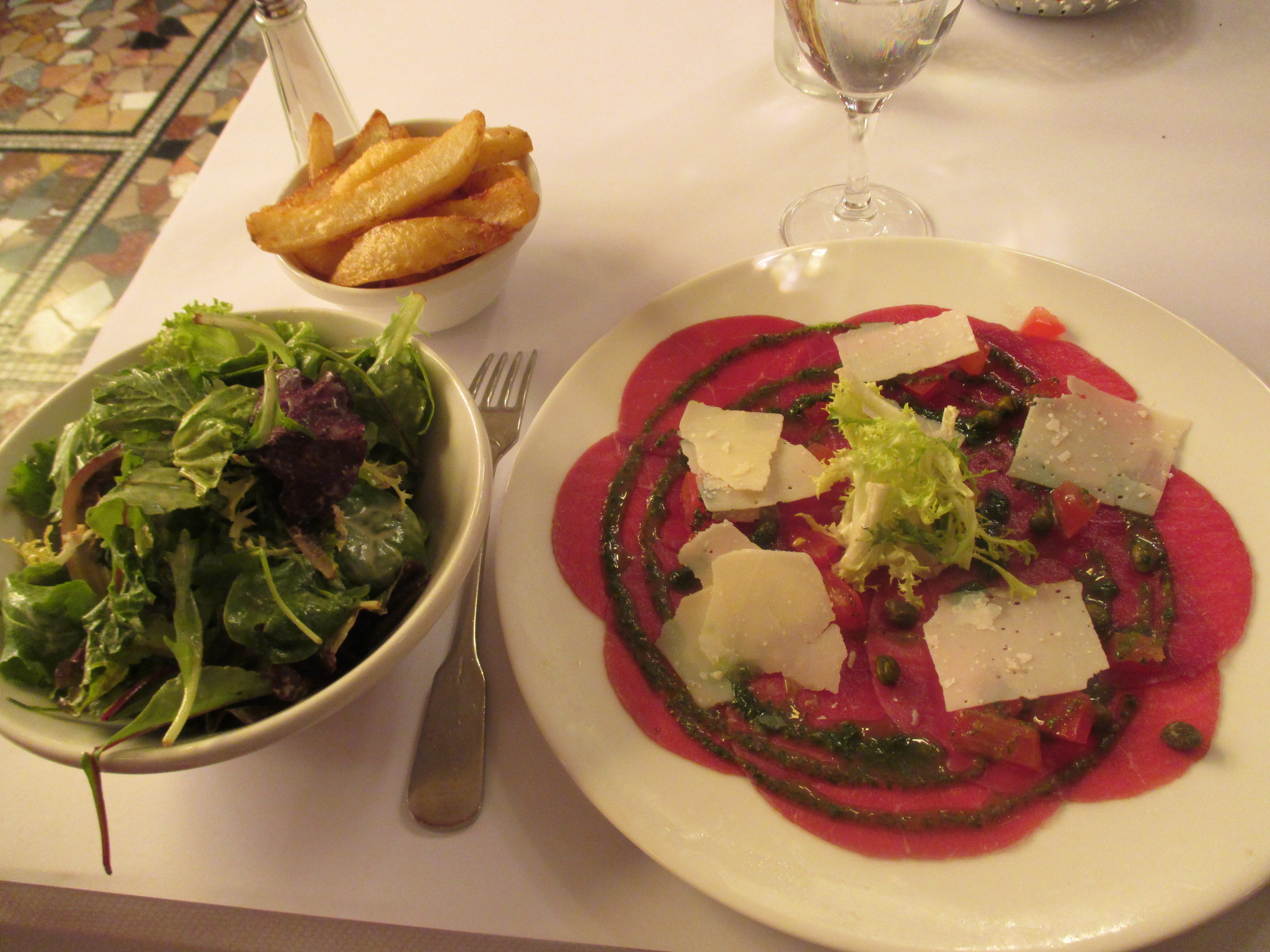
Carpaccio de Bœuf, par Paul Bocuse, brasserie Le Nord.

### Restaurants à service rapide
- 15 janvier 2008 : L'Ouest Express à Lyon Vaise (9e).
- 6 octobre 2009 : L'Ouest Express Part-Dieu, esplanade du centre commercial de la Part-Dieu (3e arrondissement de Lyon).
- 6 janvier 2014 : L'Ouest Express Villefranche, à Villefranche-sur-Saône.
- 4 septembre 2015 : L'Ouest Express Confluence, à Lyon (2e)[53].

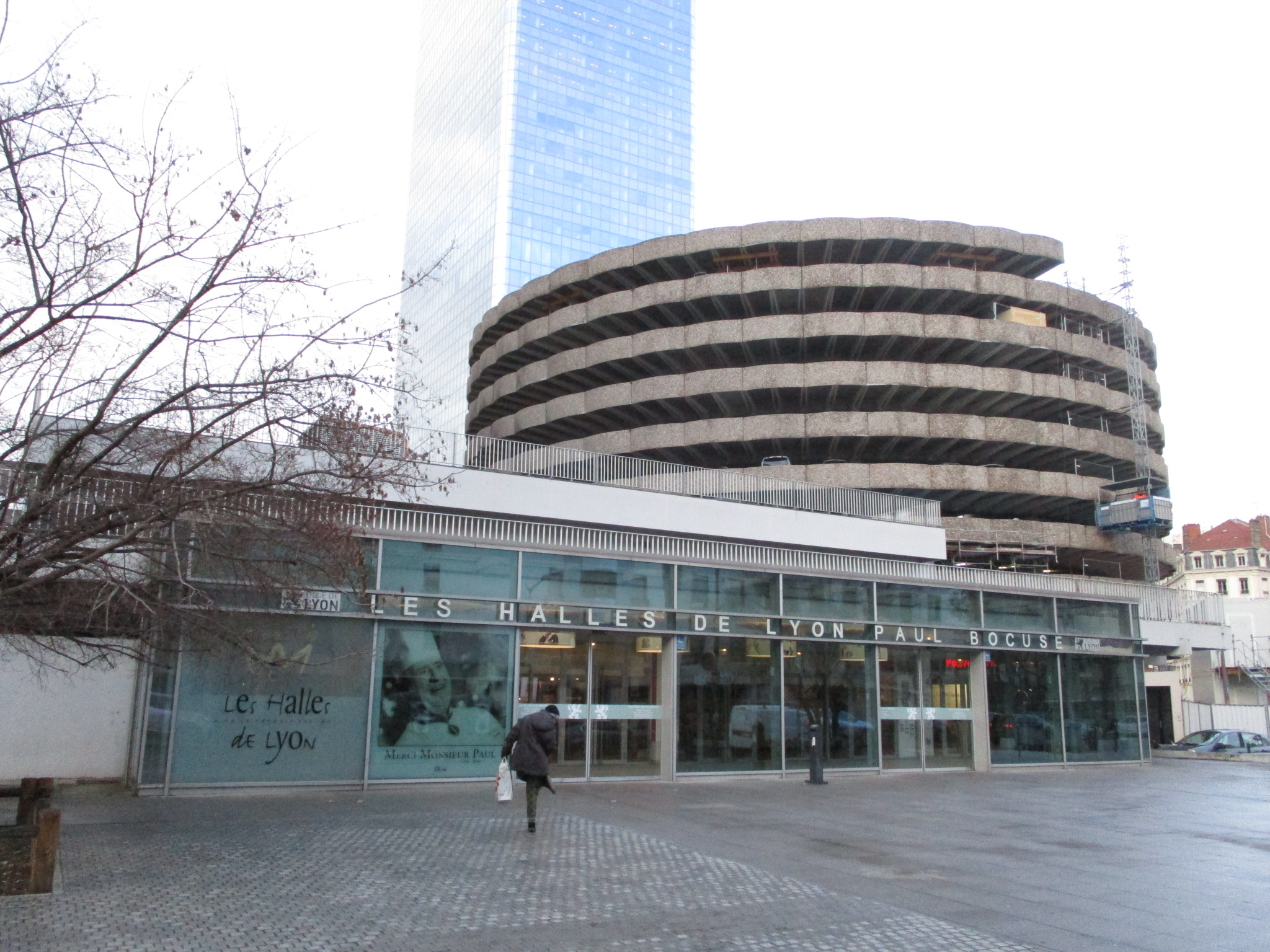
Halles de Lyon-Paul Bocuse.

## Publications
- 1976 : La Cuisine du marché, éditions Flammarion (plusieurs fois réédité), 510 p., photos couleur  (ISBN 978-2081226685).
- 1982 : Bocuse dans votre cuisine, Éditions Flammarion, 303 p., photos  (ISBN 978-2081382602).
- 1993 : La Cuisine du gibier, éditions Flammarion, 297 p.  (ISBN 978-2082008013).
- 2008 : Simple comme Bocuse, avec le chef Christophe Muller, éditions Glénat, coll. « Le verre et l'assiette », 224 p.  (ISBN 978-2266229746).
- 2009 : Encyclopédie de la gastronomie française, préface de Paul Bocuse, éditions Flammarion, 544 p.  (ISBN 978-2081342743).
- 2010 : Les Desserts de Paul Bocuse, éditions Flammarion, 240 p., photos  (ISBN 978-2081382626).
- 2011 : Toute la cuisine de Paul Bocuse, éditions Flammarion, 781 p.  (ISBN 978-2081257573).
- 2013 : Best of Paul Bocuse, Alain Ducasse Édition, 102 p.  (ISBN 978-2841233847).
- 2024 : d'Auberge et d'histoire(s) - Bocuse depuis 1924, Bocuse édition, (ISBN 978-295595601) édité erroné

#### Livres
- 2024 : d'Auberge et d'histoire(s) - Bocuse depuis 1924, Bocuse édition, (ISBN 978-295595601) édité erroné
- 2005 : Ève-Marie Zizza-Lalu, Paul Bocuse. Le feu sacré, biographie, éditions Glénat, 2013, préfacée par Valéry Giscard d'Estaing, 222 p., photos  (ISBN 978-2723452168).
- 2014 : Robert Belleret, « Paul Bocuse, braconnier de la gloire », dans Portraits sur le vif, Amazon éditeur.
- 2019 : Robert Belleret, Paul Bocuse, l'épopée d'un chef, biographie, L'Archipel.

#### Articles
- « L’empire Bocuse, de Collonges à Tokyo », sur Le Monde, 21 janvier 2018.
- 2013 : Yannick Alléno, « Le monde de Bocuse. Les producteurs et les vins de Monsieur Paul », Yam, le magazine des chefs, spécial Paul Bocuse, 30 recettes mythiques.